# 신념처
신념처(身念處)는 초기불교의 수행법인 7과 37도품 중 첫 번째 과인 4념처(四念處: 신념처 · 수념처 · 심념처 · 법념처)의 첫 번째 수행법으로, 몸[身] 즉 육체를 관찰하는 알아차림(sati, 사띠) 수행 또는 명상법을 말한다.
남방불교의 대표적인 4념처 관련 경전들인, 팔리어 경전의 〈대념처경〉과 〈염처경〉에 따르면 구체적인 14가지 수행법이 있다. 그리고 각각의 구체적인 수행법은 다시 자신의 몸을 관찰하는 것, 다른 사람의 몸을 관찰하는 것, 자신과 다른 사람의 몸을 교대로 관찰하는 것으로 구성되어 있다.
〈대념처경〉에 나타나는 신념처의 내용, 즉, 구체적 수행법은 다음과 같다.
1. 호흡의 출입에 대한 알아차림
2. 몸의 상태에 대한 알아차림
3. 몸의 행동에 대한 알아차림
4. 몸을 구성하는 32가지 요소에 대한 알아차림
5. 몸의 4대 요소에 대한 알아차림
6. 죽은 시체에 대한 관찰
7. 죽은 시체를 짐승들이 쪼아 먹는 모습에 대한 관찰
8. 해골에 살과 피와 힘줄이 뒤엉켜 있는 모습에 대한 관찰
9. 해골에 피와 힘줄이 뒤엉켜 있는 모습에 대한 관찰
10. 해골에 힘줄만 남아 붙어 있는 모습에 대한 관찰
11. 해골과 뼈가 흩어져 있는 모습에 대한 관찰
12. 해골이 하얗게 바랜 모습에 대한 관찰
13. 해골이 뼈 무더기로 변한 모습에 대한 관찰
14. 뼈가 삭아 티끌로 변한 모습에 대한 관찰

북방 부파불교의 대표적 논서 중 하나인 《아비달마구사론》에는 신념처 수행에 속하는, 다음과 같은 골쇄관(骨瑣觀)과 지식념(持息念) 수행법이 있다.
골쇄관
1. 초습업위(初習業位): 처음으로 업을 익히는 단계 - 초급자 단계
2. 이숙수위(已熟修位): 이미 익숙하게 닦는 단계 - 중급자 단계
3. 초작의위(超作意位): 작의(作意)를 초월하는 단계 - 상급자 단계

지식념
1. 수(數, ganaṇā)의 수행
2. 수(隨, anugama)의 수행
3. 지(止, sthāna)의 수행
4. 관(觀, upalakṣaṇā)의 수행

〈대념처경〉과 《아비달마구사론》의 신념처 수행법을 살펴보면 다음과 같은 차이가 있다.
- 부정관 즉 골쇄관의 경우, 〈대념처경〉에서는 수동적 주의집중에 의한 관찰이 사용되고, 《구사론》에서는 능동적 영상화를 통한 관찰이 사용된다.
- 부정관 즉 골쇄관의 경우, 〈대념처경〉에서는 한 번에 1명을 관찰하는 방법이 사용되고, 《구사론》에서는 한 번에 다수를 관찰하는 방법이 사용된다.
- 수식관 즉 지식념의 경우, 〈대념처경〉과 《구사론》 모두 수동적 주의집중에 의한 알아차림이 사용되는데, 〈대념처경〉에서는 호흡의 수를 세는 것 없이 행하고 《구사론》에서는 호흡의 수를 세면서 행한다.
- 몸의 4대 요소 즉 4대종에 대한 알아차림이 〈대념처경〉에서는 별도의 수행법으로 설정되어 있는데, 《구사론》에서는 지식념의 일부로 설정되어 있다.
- 《구사론》에는 몸의 상태에 대한 알아차림, 몸의 행동에 대한 알아차림, 몸을 구성하는 32가지 요소에 대한 알아차림 수행법이 없다.

## 출전
신념처 수행법이 나오는 경전과 논서는 다음과 같다.
남방 부파불교 경론
- 팔리어 경전 중 《디가 니까야》 제22경 〈대념처경〉(大念處經, Mahāsatipaṭṭhāna Sutta)[2][3][4][5][6]
- 팔리어 경전 중 《맛지마 니까야》 제10경 〈염처경〉(念處經, Satipaṭṭhāna Sutta)[7][8][9][10][11]
- 팔리어 경전 중 《맛지마 니까야》 제118경 〈입출식념경〉(入出息念經, Ānāpānasati Sutta)[12][13][14][15][16]
- 팔리어 경전 중 《맛지마 니까야》 제119경 〈신지념경〉(身至念經, Kāyagatāsati Sutta)[17][18][19][20]
- 팔리어 경전 중 《쿳다까 니까야》 제12경 〈무애해도〉(無礙解道, Paṭisambhidāmagga, 빠띠삼비다막가) 제3품 8장[21][22]
- 팔리어 논서 중 《청정도론》(淸淨道論, Visuddhimagga, 위숫디막가) 제4~6장, 8장, 11장 (특히, 6장의 부정관과 8장의 출입식념)

북방 부파불교 경론
- 한역 경전 중 《불설대안반수의경》(佛說大安般守意經)[23][24]
- 한역 경전 중 《중아함경》 제24권 제98경 〈염처경〉(念處經)[25][26]
- 한역 논서 중《아비달마구사론》 (阿毘達磨俱舍論) 제22권의 부정관과 지식념[27][28]

대승 경론
- 한역 경전 중 《선비법요경》(禪秘要法經)[29][30]
- 한역 경전 중 《선요경》(禪要經)[31][32]
- 한역 경전 중 《오문선경요용법》(五門禪經要用法)[33][34]
- 한역 경전 중 《좌선삼매경》(坐禪三昧經)[35][36]
- 한역 논서 중 《대지도론》(大智度論) 제19권[37][38]
- 한역 논서 중《유가사지론》(瑜伽師地論) 제28권[39][40]

이 중에서 팔리어 경전 〈대념처경〉과 〈염처경〉에 나오는 신념처 수행법은 동일하다. 이들 둘과 한역 경전 《중아함경》의 〈염처경〉에 나오는 신념처 수행법은 차이가 있다. 《아비달마구사론》에 나오는 수행법은 설일체유부의 수행론에 따라 재조직화된 것으로 그 구체적 진행 방법에서 이들 셋과 다소 차이가 있다. 대승 경론의 신념처 수행법은 부파불교와는 차이가 상당하다.  특히 《대지도론》의 경우 아공과 법공의 2공에 의거하여 재해석되어 있다.

## 수행법의 이름
팔리어 경전의 〈대념처경〉과 〈염처경〉에 따르면, 신념처의 구체적 수행법은 총 14가지인데, 이 14가지를 자신의 몸에 적용하는 것, 다른 사람의 몸에 적용하는 것, 자신과 다른 사람의 몸에 교대로 적용하는 것으로 되어 있다. 그런데 경전 자체에 14가지 구체적 수행법에 대한 명칭이 들어 있는 것은 아니다. 따라서 수행자들이나 경전 번역자들 혹은 주석가들 혹은 연구자들이 정리한 이름들이 사용된다. 한글 세 가지와 영문 한 가지를 들면 다음과 같다.
| 번호 | 한글 1                                               | 한글 2                       | 한글 3                             | 영문                                                         |
| ---- | ---------------------------------------------------- | ---------------------------- | ---------------------------------- | ------------------------------------------------------------ |
| 1    | 호흡의 출입에 대한 알아차림                          | 들숨날숨에 대한 마음챙김     | 들숨날숨에 대한 마음챙김[出入息念] | Mindfulness of Breathing                                     |
| 2    | 몸의 상태에 대한 알아차림                            | 네 가지 자세[四威儀]         | 네 가지 자세[四威儀]               | The Modes of Deportment                                      |
| 3    | 몸의 행동에 대한 알아차림                            | 분명하게 알아차림            | 분명하게 알아차림[正知]            | The Four Kinds of Clear Comprehension                        |
| 4    | 몸을 구성하는 32가지 요소에 대한 알아차림            | 몸의 32가지 부위에 대한 혐오 | 32 가지 몸의 부위에 대한 관찰      | The Reflection on the Repulsiveness of the Body              |
| 5    | 몸의 4대 요소에 대한 알아차림                        | 네 가지 근본물질[四大]       | 네 가지 근본물질[四人]의 관찰      | The Reflection on the Modes of Materiality (Elements, Dhatu) |
| 6    | 죽은 시체에 대한 관찰                                | 아홉가지 공동묘지의 관찰 (1) | 아홉가지 공동묘지의 관찰 (1)       | Cemetery Contemplation 1                                     |
| 7    | 죽은 시체를 짐승들이 쪼아 먹는 모습에 대한 관찰      | 아홉가지 공동묘지의 관찰 (2) | 아홉가지 공동묘지의 관찰 (2)       | Cemetery Contemplation 2                                     |
| 8    | 해골에 살과 피와 힘줄이 뒤엉켜 있는 모습에 대한 관찰 | 아홉가지 공동묘지의 관찰 (3) | 아홉가지 공동묘지의 관찰 (3)       | Cemetery Contemplation 3                                     |
| 9    | 해골에 피와 힘줄이 뒤엉켜 있는 모습에 대한 관찰      | 아홉가지 공동묘지의 관찰 (4) | 아홉가지 공동묘지의 관찰 (4)       | Cemetery Contemplation 4                                     |
| 10   | 해골에 힘줄만 남아 붙어 있는 모습에 대한 관찰        | 아홉가지 공동묘지의 관찰 (5) | 아홉가지 공동묘지의 관찰 (5)       | Cemetery Contemplation 5                                     |
| 11   | 해골과 뼈가 흩어져 있는 모습에 대한 관찰             | 아홉가지 공동묘지의 관찰 (6) | 아홉가지 공동묘지의 관찰 (6)       | Cemetery Contemplation 6                                     |
| 12   | 해골이 하얗게 바랜 모습에 대한 관찰                  | 아홉가지 공동묘지의 관찰 (7) | 아홉가지 공동묘지의 관찰 (7)       | Cemetery Contemplation 7                                     |
| 13   | 해골이 뼈 무더기로 변한 모습에 대한 관찰             | 아홉가지 공동묘지의 관찰 (8) | 아홉가지 공동묘지의 관찰 (8)       | Cemetery Contemplation 8                                     |
| 14   | 뼈가 삭아 티끌로 변한 모습에 대한 관찰               | 아홉가지 공동묘지의 관찰 (9) | 아홉가지 공동묘지의 관찰 (9)       | Cemetery Contemplation 9                                     |

## 대념처경과 염처경의 수행법

### 1. 호흡의 출입에 대한 알아차림
팔리어 경전의 〈대념처경〉과 〈염처경〉 그리고 그 주석서에 따르면 호흡의 출입에 대한 알아차림의 수행법은 다음과 같다.

#### (1) 준비
1. 숲, 나무 아래, 또는 빈 집으로 간다.
현대인의 입장에서는, 그냥 자신의 방에 간다.
2. 가부좌를 하고 앉는다.
현대인의 입장에서는, 결가부좌가 되지 않으면, 반가부좌, 그것도 힘들면 양반 자세를 한다.
3. 몸을 곧게 세운다.
준비에서 실질적으로 가장 중요한 부분이며 수행에 매우 큰 영향을 끼치는 부분이다. 몸을 곧게 세운다는 것은 허리를 펴는 것을 말한다. 허리가 펴져 있는 상태가 아니면 수행의 효과도 반감되고 또한 일정 (짧은) 시간이 지나면 수행을 지속하고 싶어도 허리, 등, 또는 목이 아파서 계속할 수가 없다. 이런 것이 반복되면 수행의 즐거움을 느끼지 못하고 수행을 고통을 동반하는 어렵고 힘든 일로 인식하게 되어 몸과 마음이 수행을 싫어하게 되고 결국 수행 자체를 하지 않게 된다. 허리를 편다는 것은 억지로 펴는 것이 아니고 골반과의 관계에서 척추가 바르게 놓여 있는 것이다. 허리가 펴지면 자연스럽게 등을 펼 수 있고 다시 자연스럽게 가슴을 펼 수 있어서, 몸이 곧게 서게 된다. 몸이 곧게 서면 자연스럽게 마음이 코끝에 머물게 된다. 마음이 자연스럽게 코끝에 머물게 되면 고요함의 즐거움이 있다. 본 수행에 들어가기 전에 허리를 펴서 몸이 곧게 서는 것을 충분히 익히는 것이 권장된다. 즉, 먼저 허리를 펴는 것을 아주 충분히 습득하고, 다시 등을 펴는 것을 충분히 습득하고, 다시 가슴을 펴는 것을 습득하고, 그렇게 하여 마음이 코끝에 머물고, 그렇게 하여 고요함의 즐거움이 느껴지는 자연스러운 과정을 천천히, 서서히 반복하여 행함으로써 아주 능숙해지도록 습득하는 것이 좋다. 허리를 펴는 올바른 방법에 대해서는 유투브의 다음 동영상을 참조할 것: 다리 찢기 20년 노하우 공개 - 3분 10초부터 4분 40초 부분
4. 호흡의 출입에 대한 알아차림을 실행할 것이라고 마음을 먹는다.[49][50][51][52][53]

#### (2) 자신의 호흡에 대한 수행
전체적으로 말하자면, 숨을 들이쉬고 내쉬면서 수동적 주의집중으로 들이쉬고 내쉰다고 알아차린다. 구체적으로는 다음의 8가지를 수행한다.

그는 알아차리면서 숨을 들이쉬고 알아차리면서 숨을 내쉰다. 길게 들이쉬면서 '길게 들이쉰다.'고 알아차리고 길게 내쉬면서 '길게 내쉰다.'고 알아차린다. 짧게 들이쉬면서 '짧게 들이쉰다.'고 알아차리고 짧게 내쉬면서 '짧게 내쉰다.'고 알아차린다. '온몸을 경험하면서 들이쉬리라.'며 공부짓고 온몸을 경험하면서 내쉬리라.'며 공부짓는다. '몸의 작용(身行)을 편안히 하면서 들이쉬리라.'며 공부짓고 '몸의 작용을 편안히 하면서 내쉬리라.'며 공부짓는다.

 — 각묵스님 옮김(2015) 《디가 니까야》 제2권 제22경 〈대념처경〉 초기불전연구원. pp.498~499. 편집자가 용어 일부 변경
1. 수동적 주의집중을 유지한 상태로, 의도적인 호흡 콘트롤 없이 그냥 자연스럽게 길게 들이쉴 때 '길게 들이쉰다'고 알아차린다.[60]
2. 수동적 주의집중을 유지한 상태로, 의도적인 호흡 콘트롤 없이 그냥 자연스럽게 길게 내쉴 때 '길게 내쉰다'고 알아차린다.[60]
3. 수동적 주의집중을 유지한 상태로, 의도적인 호흡 콘트롤 없이 그냥 자연스럽게 짧게 들이쉴 때 '짧게 들이쉰다'고 알아차린다.[60]
4. 수동적 주의집중을 유지한 상태로, 의도적인 호흡 콘트롤 없이 그냥 자연스럽게 짧게 내쉴 때 '짧게 내쉰다'고 알아차린다.[60]
5. 수동적 주의집중을 유지한 상태로, '온몸을 경험하면서 들이쉬리라'고 하면서 즉 '들숨의 처음과 증간과 끝을 경험하면서 들이쉬리라'고 하면서 (즉, 들숨의 처음과 중간과 끝을 알아차리겠다는 의도는 있지만 의도적인 호흡 콘트롤은 없이) 그렇게 들이쉬고 또 그렇게 들이쉬는 것을 알아차린다.[61]
6. 수동적 주의집중을 유지한 상태로, '온몸을 경험하면서 내쉬리라'고 하면서 즉 '날숨의 처음과 증간과 끝을 경험하면서 내쉬리라'고 하면서 (즉, 날숨의 처음과 중간과 끝을 알아차리겠다는 의도는 있지만 의도적인 호흡 콘트롤은 없이) 그렇게 내쉬고 또 그렇게 내쉬는 것을 알아차린다.[61]
7. 수동적 주의집중을 유지한 상태로, '몸의 작용을 편안히 하면서 들이쉬리라'고 하면서 즉 '들숨을  편안하고 고요하게 들이쉬리라'고 하면서 (즉, 편안하고 고요하게 호흡하는 상태를 알아차리겠다는 의도는 있지만 이에 따른 의도적인 호흡 콘트롤은 없이, 즉, 이때까지의 수행에 의해 자연히 호흡이 편안하고 고요해지는 대로) 그렇게 들이쉬고 또 그렇게 들이쉬는 것을 알아차린다.[62]
8. 수동적 주의집중을 유지한 상태로, '몸의 작용을 편안히 하면서 내쉬리라'고 하면서 즉 '날숨을  편안하고 고요하게 내쉬리라'고 하면서 (즉, 편안하고 고요하게 호흡하는 상태를 알아차리겠다는 의도는 있지만 이에 따른 의도적인 호흡 콘트롤은 없이, 즉, 이때까지의 수행에 의해 자연히 호흡이 편안하고 고요해지는 대로) 그렇게 내쉬고 또 그렇게 내쉬는 것을 알아차린다.[62]

#### (3) 자신의 호흡에 대한 수행이 능숙해지게 함
(2)의 수행을 반복한다. 즉, 마치 숙련된 도공이나 도공의 도제가 길게 돌리면서 '길게 돌린다'고 알아차리고 짧게 돌리면서 '짧게 돌린다’고 알아차리는 것처럼, (2)의 수행을 반복하면서 들이쉬고 내쉴 때 그 모두를 알아차린다.

#### (4) 다른 사람의 호흡에 대한 수행
다른 사람의 호흡(들숨과 날숨)에 대해 (2)의 수행을 행한다.

#### (5) 다른 사람의 호흡에 대한 수행이 능숙해지게 함
(4)의 수행을 반복한다.

#### (6) 자신과 다른 사람의 호흡에 대한 수행
자신의 들숨과 날숨 그리고 다른 사람의 들숨과 날숨에 대해 교대로 (2)의 수행을 행한다.
참고로, 경전에서는 이 부분을 "혹은 안팎으로 몸에서 몸을 관찰하여 머문다."라고 표현하고 있는데, 주석서에 따르면, 이것은 자신과 다른 사람의 호흡에 대해 교대로 행하는 것을 뜻하며 동시에 행하는 것을 뜻하지 않는다.

#### (7) 자신과 다른 사람의 호흡에 대한 수행이 능숙해지게 함
(6)의 수행을 반복한다.

#### (8) 호흡의 출입에 대한 알아차림을 통한 무상(생멸, 일어남과 사라짐) 관찰 수행
다음과 같이 법 즉 현상의 일어남과 사라짐(생멸), 즉, 무상을 관찰한다.

혹은 몸에서 일어나는 현상[法]을 관찰하며 머문다. 혹은 몸에서 사라지는 현상을 관찰하며 머문다. 혹은 몸에서 일어나기도 하고 사라지기도 하는 현상을 관찰하며 머문다.

 — 각묵스님 옮김(2015) 《디가 니까야》 제2권 제22경 〈대념처경〉 초기불전연구원. pp.499~500.
1. (2)~(7)의 수행을 행하면서, 몸에서 일어나는 현상[法]만을 관찰한다.

주석서에 따르면, 일어나는 현상이란 몸과 콧구멍과 마음을 인연(의지처)으로 하여 들숨과 날숨이 계속해서 일어나는 것을 말한다.
2. (2)~(7)의 수행을 행하면서, 몸에서 사라지는 현상[法]만을 관찰한다.

주석서에 따르면, 사라지는 현상이란 콧구멍이 부서지거나 마음이 소멸하면 들숨과 날숨이 생기지 않는 것을  말한다.
3. (2)~(7)의 수행을 행하면서, 몸에서 일어나기도 하고 사라지기도 하는 현상을 관찰한다.

주석서에 따르면, 몸에서 일어나기도 하고 사라지기도 하는 현상을 관찰한다는 것은 때로는 일어나는 현상[法]만을 관찰하고, 때로는 사라지는 현상[法]만을 관찰하는 것을 말한다. 즉, 지속적으로 동시에 관찰하는 것이 아니라 지속적으로 교대로 관찰하는 것을 말한다.

#### (9) 호흡의 출입에 대한 알아차림을 통한 무아 관찰 수행
몸이 있을 뿐 무아임을 관찰한다.

혹은 그는 '몸이 있구나.'라고 알아차림을 잘 확립하나니 지혜만이 있고 알아차림만이 현전할 때까지.

 — 각묵스님 옮김(2015) 《디가 니까야》 제2권 제22경 〈대념처경〉 초기불전연구원. p.500. 편집자가 용어 일부 변경
1. (2)~(7)의 수행을 행하면서, '몸이 있구나'하고 알아차림을 잘 확립한다.

주석서에 따르면, 몸이 있구나라는 것은 '다만 몸이 있을 뿐이고 중생도 없고 인간도 없고 여자도 없고 남자도 없고 자아도 없고 자아에 속하는 것도 없고 나도 없고 내 것도 없고 어느 누구도 없고 누구의 것도 없다'라고 알아차리는 것을 말한다.
2. (2)~(7)의 수행을 행하면서, (몸이 있구나라고 아는) 지혜만이 있고 (몸이 있구나라고 아는) 알아차림만이 현전할 때까지 알아차림을 잘 확립한다.

주석서에 따르면, 이 문구는 다만 (무아임을 아는) 지혜를 위하여, 계속해서 더 넓고 더 높이 (무아임을 아는) 지혜를 키우고 (무아임을 아는) 알아차림을 크게 하기 위하여라는 뜻이다.

#### (10) 호흡의 출입에 대한 알아차림 수행의 과보
호흡의 출입에 대한 알아차림의 수행의 과보로 수행자는 '의지하지 않고 머물며, 세상에서 아무 것도 움켜쥐지 않는다.'  나아가 '이와 같이 몸에서 몸을 관찰하며 머물게 된다.'

이제 그는 [갈애와 삿된 견해에] 의지하지 않고 머문다. 그는 세상에서 아무 것도 움켜쥐지 않는다. 비구들이여, 이와 같이 비구는 몸에서 몸을 관찰하며 머문다.

 — 각묵스님 옮김(2015) 《디가 니까야》 제2권 제22경 〈대념처경〉 초기불전연구원. pp.500~501. 편집자가 용어 일부 변경
주석서에 따르면, 의지하지 않고 머문다는 것은 갈애와 사견(삿된 견해, 즉, 특히 아집)에 의지하던 것을 벗어나 그렇지 않은 상태에 있게 된다는 뜻이다. 아무 것도 움켜쥐지 않는다는 것은 색 · 수 · 상 · 행 · 식의 5온에 대해 나라거나 내 것이라고 집착 또는 착각하지 않는다는 뜻이다. 이와 같이 몸에서 몸을 관찰하며 머물게 된다는 것은 호흡의 출입에 대한 알아차림의 수행을 잘 행함으로써 들숨과 날숨을 표상으로 하여 네 가지 선(4禪)이 일어난다는 것을 뜻한다.

### 2. 몸의 상태에 대한 알아차림
몸의 상태란 행주좌와, 즉, 걷고 있는 상태, 서있는 상태, 앉아 있는 상태, 누워있는 상태를 말한다. 네 가지 자세라고도 한다. 이 네 가지를 전통적인 용어로 4위의(四威儀)라고 한다. 팔리어 경전의 〈대념처경〉과 〈염처경〉 그리고 그 주석서에 따르면 몸의 상태에 대한 알아차림의 수행법은 다음과 같다.

#### (1) 자신의 몸의 상태에 대한 수행
다시 비구들이여, 비구는 걸어가면서 '걷고 있다.'고 알아차리고, 서있으면서 '서있다.'고 알아차리며, 앉아 있으면서 '앉아 있다.'고 알아차리고, 누워있으면서 '누워있다.'고 알아차린다. 또 그의 몸이 다른 어떤 자세를 취하고 있든 그 자세대로 알아차린다.

 — 각묵스님 옮김(2015) 《디가 니까야》 제2권 제22경 〈대념처경〉 초기불전연구원. p.502. 편집자가 용어 일부 변경
1. 수동적 주의집중을 유지한 상태로, 걸어가면서 '걸어간다'고 알아차린다.
2. 수동적 주의집중을 유지한 상태로, 서있으면서 '서있다'고 알아차린다.
3. 수동적 주의집중을 유지한 상태로, 앉아 있으면서 '앉아 있다'고 알아차린다.
4. 수동적 주의집중을 유지한 상태로, 누워있으면서 '누워있다'고 알아차린다.
5. 수동적 주의집중을 유지한 상태로, 걸어가다가 설 때 '걸어가다가 선다'고 알아차린다.
6. 수동적 주의집중을 유지한 상태로, 서있다가 걸어갈 때 '서있다가 걸어간다'고 알아차린다.
7. 수동적 주의집중을 유지한 상태로, 서있다가 앉을 때 '서있다가 앉는다'고 알아차린다.
8. 수동적 주의집중을 유지한 상태로, 서있다가 누울 때 '서있다가 눕는다'고 알아차린다.
9. 수동적 주의집중을 유지한 상태로, 앉아 있다가 설 때 '앉아 있다가 선다'고 알아차린다.
10. 수동적 주의집중을 유지한 상태로, 앉아 있다가 누울 때 '앉아 있다가 눕는다'고 알아차린다.
11. 수동적 주의집중을 유지한 상태로, 누워있다가 설 때 '누워있다가 선다'고 알아차린다.
12. 수동적 주의집중을 유지한 상태로, 누워있다가 앉을 때 '누워있다가 앉는다'고 알아차린다.

#### (2) 자신의 몸의 상태에 대한 수행이 능숙해지게 함
(1)의 수행을 반복한다.

#### (3) 다른 사람의 몸의 상태에 대한 수행
다른 사람의 몸의 상태에 대해 (1)의 수행을 행한다.

#### (4) 다른 사람의 몸의 상태에 대한 수행이 능숙해지게 함
(3)의 수행을 반복한다.

#### (5) 자신과 다른 사람의 몸의 상태에 대한 수행
자신의 몸의 상태와 다른 사람의 몸의 상태에 대해 (1)의 수행을 행한다. 즉, 자신과 다른 사람의 몸의 상태에 대해 교대로 행한다.

#### (6) 자신과 다른 사람의 몸의 상태에 대한 수행이 능숙해지게 함
(5)의 수행을 반복한다.

#### (7) 몸의 상태에 대한 알아차림을 통한 무상(생멸, 일어남과 사라짐) 관찰 수행
다음과 같이 법 즉 현상의 일어남과 사라짐(생멸), 즉, 무상을 관찰한다.
1. (1)~(6)의 수행을 행하면서, 몸에서 일어나는 현상[法]만을 관찰한다.

일어나는 현상이란 몸과 마음을 인연(의지처)으로 하여 걸어가고, 서고, 앉고, 눕고, 걸어가다가 서고, 서있다가 걸어가고, 서있다가 앉고, 서있다가 눕고, 앉아 있다가 서고, 앉아 있다가 눕고, 누워있다가 서고, 누워있다가 앉는 것이 계속해서 일어나는 것을 말한다.
2. (1)~(6)의 수행을 행하면서, 몸에서 사라지는 현상[法]만을 관찰한다.

사라지는 현상이란 몸이 부서지거나 마음이 소멸하면 걸어가고, 서고, 앉고, 눕고, 걸어가다가 서고, 서있다가 걸어가고, 서있다가 앉고, 서있다가 눕고, 앉아 있다가 서고, 앉아 있다가 눕고, 누워있다가 서고, 누워있다가 앉는 것이 생기지 않는 것을  말한다.
3. (1)~(6)의 수행을 행하면서, 몸에서 일어나기도 하고 사라지기도 하는 현상을 관찰한다.

즉, 일어나는 현상[法]과 사라지는 현상[法]을 지속적으로 교대로 관찰한다.

#### (8) 몸의 상태에 대한 알아차림을 통한 무아 관찰 수행
몸이 있을 뿐 무아임을 관찰한다.
1. (1)~(6)의 수행을 행하면서, '몸이 있구나'하고 알아차림을 잘 확립한다.

몸이 있구나라는 것은 '다만 몸이 있을 뿐이고 중생도 없고 인간도 없고 여자도 없고 남자도 없고 자아도 없고 자아에 속하는 것도 없고 나도 없고 내 것도 없고 어느 누구도 없고 누구의 것도 없다'라고 알아차리는 것을 말한다.
2. (1)~(6)의 수행을 행하면서, (몸이 있구나라고 아는) 지혜만이 있고 (몸이 있구나라고 아는) 알아차림만이 현전할 때까지 알아차림을 잘 확립한다.

이 문구는 다만 (무아임을 아는) 지혜를 위하여, 계속해서 더 넓고 더 높이 (무아임을 아는) 지혜를 키우고 (무아임을 아는) 알아차림을 크게 하기 위하여라는 뜻이다.

#### (9) 몸의 상태에 대한 알아차림 수행의 과보
몸의 상태에 대한 알아차림의 수행의 과보로 수행자는 '의지하지 않고 머물며, 세상에서 아무 것도 움켜쥐지 않는다.'  나아가 '이와 같이 몸에서 몸을 관찰하며 머물게 된다.'
의지하지 않고 머문다는 것은 갈애와 사견(삿된 견해, 즉, 특히 아집)에 의지하던 것을 벗어나 그렇지 않은 상태에 있게 된다는 뜻이다. 아무 것도 움켜쥐지 않는다는 것은 색 · 수 · 상 · 행 · 식의 5온에 대해 나라거나 내 것이라고 집착 또는 착각하지 않는다는 뜻이다. 이와 같이 몸에서 몸을 관찰하며 머물게 된다는 것은 몸의 상태에 대한 알아차림의 수행을 잘 행함으로써 몸의 상태(걸어가고, 서고, 앉고, 눕는 것)를 표상으로 하여 네 가지 선(4禪)이 일어난다는 것을 뜻한다.

### 3. 몸의 행동에 대한 알아차림
팔리어 경전의 〈대념처경〉과 〈염처경〉 그리고 그 주석서에 따르면 몸의 행동에 대한 알아차림의 수행법은 다음과 같다.

#### (1) 자신의 몸의 행동에 대한 수행
다시 비구들이여, 비구는 나아갈 때도 물러날 때도 [자신의 거동을] 분명히 알면서[正知] 행한다. 앞을 볼 때도 돌아 볼 때도 분명히 알면서 행한다. 구부릴 때도 펼 때도 분명히 알면서 행한다. 가사 · 발우 · 의복을 지닐 때도 분명히 알면서 행한다. 먹을 때도 마실 때도 씹을 때도 맛볼 때도 분명히 알면서 행한다. 대소변을 볼 때도 분명히 알면서 행한다. 걸으면서 · 서면서 · 앉으면서 · 잠들면서 · 잠을 깨면서 · 말하면서 · 침묵하면서도 분명히 알면서 행한다.

 — 각묵스님 옮김(2015) 《디가 니까야》 제2권 제22경 〈대념처경〉 초기불전연구원. pp.503~504.
1. 수동적 주의집중을 유지한 상태로, 나아갈 때 즉 가면서 앞으로 몸을 옮겨갈 때 '나아간다'고 알아차린다.
2. 수동적 주의집중을 유지한 상태로, 물러날 때 즉 가다가 되돌아올 때 '물러난다'고 알아차린다.
3. 수동적 주의집중을 유지한 상태로, 앞을 볼 때 '앞을 본다'고 알아차린다.
4. 수동적 주의집중을 유지한 상태로, 돌아 볼 때 '돌아 본다'고 알아차린다.
5. 수동적 주의집중을 유지한 상태로, 구부릴 때 즉 관절을 구부릴 때 '구부린다'고 알아차린다.
6. 수동적 주의집중을 유지한 상태로, 펼 때 즉 관절을 펼 때 '편다'고 알아차린다.
7. 수동적 주의집중을 유지한 상태로, 식기를 지닐 때 '식기를 지닌다'고 알아차린다.
8. 수동적 주의집중을 유지한 상태로, 의복을 입을 때 '의복을 입는다'고 알아차린다.
9. 수동적 주의집중을 유지한 상태로, 먹을 때 '먹는다'고 알아차린다.
10. 수동적 주의집중을 유지한 상태로, 마실 때 '마신다'고 알아차린다.
11. 수동적 주의집중을 유지한 상태로, 씹을 때 '씹는다'고 알아차린다.
12. 수동적 주의집중을 유지한 상태로, 맛볼 때 '맛본다'고 알아차린다.
13. 수동적 주의집중을 유지한 상태로, 대변을 볼 때 '대변을 본다'고 알아차린다.
14. 수동적 주의집중을 유지한 상태로, 소변을 볼 때 '소변을 본다'고 알아차린다.
15. 수동적 주의집중을 유지한 상태로, 걸을 때 '걷는다'고 알아차린다.
16. 수동적 주의집중을 유지한 상태로, 설 때 '선다'고 알아차린다.
17. 수동적 주의집중을 유지한 상태로, 앉을 때 '앉는다'고 알아차린다.
18. 수동적 주의집중을 유지한 상태로, 잠들 때 '잠든다'고 알아차린다.
19. 수동적 주의집중을 유지한 상태로, 잠에서 깰 때 '잠에서 깬다'고 알아차린다.
20. 수동적 주의집중을 유지한 상태로, 말할 때 '말한다'고 알아차린다.
21. 수동적 주의집중을 유지한 상태로, 침묵할 때 '침묵한다'고 알아차린다.

#### (2) 자신의 몸의 행동에 대한 수행이 능숙해지게 함
(1)의 수행을 반복한다.

#### (3) 다른 사람의 몸의 행동에 대한 수행
다른 사람의 몸의 행동에 대해 (1)의 수행을 행한다.

#### (4) 다른 사람의 몸의 행동에 대한 수행이 능숙해지게 함
(3)의 수행을 반복한다.

#### (5) 자신과 다른 사람의 몸의 행동에 대한 수행
자신의 몸의 행동과 다른 사람의 몸의 행동에 대해 (1)의 수행을 행한다. 즉, 자신과 다른 사람의 몸의 행동에 대해 교대로 행한다.

#### (6) 자신과 다른 사람의 몸의 행동에 대한 수행이 능숙해지게 함
(5)의 수행을 반복한다.

#### (7) 몸의 행동에 대한 알아차림을 통한 무상(생멸, 일어남과 사라짐) 관찰 수행
다음과 같이 법 즉 현상의 일어남과 사라짐(생멸), 즉, 무상을 관찰한다.
1. (1)~(6)의 수행을 행하면서, 몸에서 일어나는 현상[法]만을 관찰한다.

일어나는 현상이란 몸과 마음을 인연(의지처)으로 하여 나아가고, 물러나고, 앞을 보고, 돌아 보고, 구부리고, 펴고, 식기를 지니고, 의복을 입고, 먹고, 마시고, 씹고, 맛보고, 대변을 보고, 소변을 보고, 걷고, 서고, 앉고, 잠들고, 잠에서 깨고, 말하고, 침묵하는 것이 계속해서 일어나는 것을 말한다.
2. (1)~(6)의 수행을 행하면서, 몸에서 사라지는 현상[法]만을 관찰한다.

사라지는 현상이란 몸이 부서지거나 마음이 소멸하면 나아가고, 물러나고, 앞을 보고, 돌아 보고, 구부리고, 펴고, 식기를 지니고, 의복을 입고, 먹고, 마시고, 씹고, 맛보고, 대변을 보고, 소변을 보고, 걷고, 서고, 앉고, 잠들고, 잠에서 깨고, 말하고, 침묵하는 것이 생기지 않는 것을  말한다.
3. (1)~(6)의 수행을 행하면서, 몸에서 일어나기도 하고 사라지기도 하는 현상을 관찰한다.

즉, 일어나는 현상[法]과 사라지는 현상[法]을 지속적으로 교대로 관찰한다.

#### (8) 몸의 행동에 대한 알아차림을 통한 무아 관찰 수행
몸이 있을 뿐 무아임을 관찰한다.
1. (1)~(6)의 수행을 행하면서, '몸이 있구나'하고 알아차림을 잘 확립한다.

몸이 있구나라는 것은 '다만 몸이 있을 뿐이고 중생도 없고 인간도 없고 여자도 없고 남자도 없고 자아도 없고 자아에 속하는 것도 없고 나도 없고 내 것도 없고 어느 누구도 없고 누구의 것도 없다'라고 알아차리는 것을 말한다.
2. (1)~(6)의 수행을 행하면서, (몸이 있구나라고 아는) 지혜만이 있고 (몸이 있구나라고 아는) 알아차림만이 현전할 때까지 알아차림을 잘 확립한다.

이 문구는 다만 (무아임을 아는) 지혜를 위하여, 계속해서 더 넓고 더 높이 (무아임을 아는) 지혜를 키우고 (무아임을 아는) 알아차림을 크게 하기 위하여라는 뜻이다.

#### (9) 몸의 행동에 대한 알아차림 수행의 과보
몸의 행동에 대한 알아차림의 수행의 과보로 수행자는 '의지하지 않고 머물며, 세상에서 아무 것도 움켜쥐지 않는다.'  나아가 '이와 같이 몸에서 몸을 관찰하며 머물게 된다.'
의지하지 않고 머문다는 것은 갈애와 사견(삿된 견해, 즉, 특히 아집)에 의지하던 것을 벗어나 그렇지 않은 상태에 있게 된다는 뜻이다. 아무 것도 움켜쥐지 않는다는 것은 색 · 수 · 상 · 행 · 식의 5온에 대해 나라거나 내 것이라고 집착 또는 착각하지 않는다는 뜻이다. 이와 같이 몸에서 몸을 관찰하며 머물게 된다는 것은 몸의 행동에 대한 알아차림의 수행을 잘 행함으로써 몸의 행동을 표상으로 하여 네 가지 선(4禪)이 일어난다는 것을 뜻한다.

### 4. 몸을 구성하는 32가지 요소에 대한 알아차림
팔리어 경전의 〈대념처경〉과 〈염처경〉 그리고 그 주석서에 따르면 몸을 구성하는 32가지 요소에 대한 알아차림의 수행법은 아래 목록과 같다. 전체적으로 말하자면, 몸은 부정(不淨)한 것, 즉, 예쁘지 않은(ugly) 것으로 가득 차 있음을 반조하는 것이다. 특히, 음욕을 조복시키는데 효과적이다. 부정관은 열반으로 나아가는 것을 용이하게 하기 위해 다른 관점[異門]으로 관찰하는 것을 매우 적극적으로, 의식적으로 행하는 것이다. 즉, 이미 너무 치우쳐 있는 것을 균형 상태로 되돌리기 위해 의도적으로 혐오스러운 것을 관찰하는 강력한 처방을 스스로에게 하는 것이다. 참고: 고
부정관은 수염(修厭: 염을 닦음, 싫어하는 마음을 닦음)을 위한 것으로 이 때의 염은 번뇌 또는 악에 속한 염세(厭世: 세상이 귀찮음, 인생이 싫어짐)의 염(厭: 싫증)과는 비록 한자어 단어는 같은 단어이지만 그 성격은 전혀 다르다. 수염은 욕계 · 색계 · 무색계의 3계에 대한 염착(染著, 탐착, 오염으로서의 탐욕 또는 집착)을 제거하는 수행으로, 수염(修厭)의 염은 무탐(無貪)을 본질로 한 상태에서 혜(慧: 지혜)를 가졌을 때 생겨나는 선한 마음작용이다. 참고: 탐, 선심소
부정관으로 음욕이 조복되었으면 수식관 즉 첫 번째의 "호흡의 출입에 대한 알아차림" 수행을 하는 것이 권장된다.

#### (1) 자신의 몸의 32가지 요소에 대한 수행
다시 비구들이여, 비구는 발바닥에서부터 위로 올라가며 그리고 머리털에서부터 아래로 내려가며 이 몸은 살갖으로 둘러싸여 있고 여러 가지 부정(不淨)한 것으로 가득 차 있음을 반조한다. 즉 '이 몸에는 머리털 · 몸털 · 손발톱 · 이빨 · 살갗 · 살 · 힘줄 · 뼈 · 골수 · 콩팥 · 심장(염통) · 간 · 횡경막(근막) · 비장(지라) · 허파 · 큰창자 · 작은창자 · 위 · 똥 · [뇌] · 쓸개즙 · 가래 · 고름 · 피 · 땀 · 지방(굳기름) · 눈물 · 피지(피부의 기름기) · 침 · 콧물 · 관절활액 · 오줌 등이 있다.'고.

 — 각묵스님 옮김(2015) 《디가 니까야》 제2권 제22경 〈대념처경〉 초기불전연구원. pp.504~505. 편집자가 용어 일부 변경. []는 주석서에 의거하여 편집자가 추가
1. 몸에는 부정(不淨)한 즉 예쁜 것이 아닌(ugly) 머리털이 있음을 반조하여 알아차린다.
2. 몸에는 부정(不淨)한 즉 예쁜 것이 아닌(ugly) 몸털이 있음을 반조하여 알아차린다.
3. 몸에는 부정(不淨)한 즉 예쁜 것이 아닌(ugly) 손발톱이 있음을 반조하여 알아차린다.
4. 몸에는 부정(不淨)한 즉 예쁜 것이 아닌(ugly) 이빨이 있음을 반조하여 알아차린다.
5. 몸에는 부정(不淨)한 즉 예쁜 것이 아닌(ugly) 살갗이 있음을 반조하여 알아차린다.
6. 몸에는 부정(不淨)한 즉 예쁜 것이 아닌(ugly) 살이 있음을 반조하여 알아차린다.
7. 몸에는 부정(不淨)한 즉 예쁜 것이 아닌(ugly) 힘줄이 있음을 반조하여 알아차린다.
8. 몸에는 부정(不淨)한 즉 예쁜 것이 아닌(ugly) 뼈가 있음을 반조하여 알아차린다.
9. 몸에는 부정(不淨)한 즉 예쁜 것이 아닌(ugly) 골수가 있음을 반조하여 알아차린다.
10. 몸에는 부정(不淨)한 즉 예쁜 것이 아닌(ugly) 콩팥이 있음을 반조하여 알아차린다.
11. 몸에는 부정(不淨)한 즉 예쁜 것이 아닌(ugly) 심장(염통)이 있음을 반조하여 알아차린다.
12. 몸에는 부정(不淨)한 즉 예쁜 것이 아닌(ugly) 간이 있음을 반조하여 알아차린다.
13. 몸에는 부정(不淨)한 즉 예쁜 것이 아닌(ugly) 횡격막(근막)이 있음을 반조하여 알아차린다.
14. 몸에는 부정(不淨)한 즉 예쁜 것이 아닌(ugly) 비장(지라)이 있음을 반조하여 알아차린다.
15. 몸에는 부정(不淨)한 즉 예쁜 것이 아닌(ugly) 허파가 있음을 반조하여 알아차린다.
16. 몸에는 부정(不淨)한 즉 예쁜 것이 아닌(ugly) 큰창자가 있음을 반조하여 알아차린다.
17. 몸에는 부정(不淨)한 즉 예쁜 것이 아닌(ugly) 작은창자가 있음을 반조하여 알아차린다.
18. 몸에는 부정(不淨)한 즉 예쁜 것이 아닌(ugly) 위가 있음을 반조하여 알아차린다.
19. 몸에는 부정(不淨)한 즉 예쁜 것이 아닌(ugly) 똥(소화되지 않은 음식)이 있음을 반조하여 알아차린다.
20. 몸에는 부정(不淨)한 즉 예쁜 것이 아닌(ugly) 뇌가 있음을 반조하여 알아차린다.
21. 몸에는 부정(不淨)한 즉 예쁜 것이 아닌(ugly) 쓸개즙이 있음을 반조하여 알아차린다.
22. 몸에는 부정(不淨)한 즉 예쁜 것이 아닌(ugly) 가래가 있음을 반조하여 알아차린다.
23. 몸에는 부정(不淨)한 즉 예쁜 것이 아닌(ugly) 고름이 있음을 반조하여 알아차린다.
24. 몸에는 부정(不淨)한 즉 예쁜 것이 아닌(ugly) 피가 있음을 반조하여 알아차린다.
25. 몸에는 부정(不淨)한 즉 예쁜 것이 아닌(ugly) 땀이 있음을 반조하여 알아차린다.
26. 몸에는 부정(不淨)한 즉 예쁜 것이 아닌(ugly) 지방(굳기름)이 있음을 반조하여 알아차린다.
27. 몸에는 부정(不淨)한 즉 예쁜 것이 아닌(ugly) 눈물이 있음을 반조하여 알아차린다.
28. 몸에는 부정(不淨)한 즉 예쁜 것이 아닌(ugly) 피지(피부의 기름기)가 있음을 반조하여 알아차린다.
29. 몸에는 부정(不淨)한 즉 예쁜 것이 아닌(ugly) 침이 있음을 반조하여 알아차린다.
30. 몸에는 부정(不淨)한 즉 예쁜 것이 아닌(ugly) 콧물이 있음을 반조하여 알아차린다.
31. 몸에는 부정(不淨)한 즉 예쁜 것이 아닌(ugly) 관절활액(연골)이 있음을 반조하여 알아차린다.
32. 몸에는 부정(不淨)한 즉 예쁜 것이 아닌(ugly) 오줌이 있음을 반조하여 알아차린다.

#### (2) 자신의 몸의 32가지 요소에 대한 수행이 능숙해지게 함
(1)의 수행을 반복한다.

#### (3) 다른 사람의 몸의 32가지 요소에 대한 수행
다른 사람의 몸의 32가지 요소에 대해 (1)의 수행을 행한다.

#### (4) 다른 사람의 몸의 32가지 요소에 대한 수행이 능숙해지게 함
(3)의 수행을 반복한다.

#### (5) 자신과 다른 사람의 몸의 32가지 요소에 대한 수행
자신의 몸의 32가지 요소와 다른 사람의 몸의 32가지 요소에 대해 (1)의 수행을 행한다. 즉, 자신과 다른 사람의 몸의 32가지 요소에 대해 교대로 행한다.

#### (6) 자신과 다른 사람의 몸의 32가지 요소에 대한 수행이 능숙해지게 함
(5)의 수행을 반복한다.

#### (7) 몸을 구성하는 32가지 요소에 대한 알아차림을 통한 무상(생멸, 일어남과 사라짐) 관찰 수행
다음과 같이 법 즉 현상의 일어남과 사라짐(생멸), 즉, 무상을 관찰한다.
1. (1)~(6)의 수행을 행하면서, 몸에서 일어나는 현상[法]만을 관찰한다.

일어나는 현상이란 몸과 마음을 인연(의지처)으로 하여 몸의 32가지 요소가 생겨나는 것을 말한다.
2. (1)~(6)의 수행을 행하면서, 몸에서 사라지는 현상[法]만을 관찰한다.

사라지는 현상이란 몸이 부서지거나 마음이 소멸하면 몸의 32가지 요소가 생기지 않는 것을  말한다.
3. (1)~(6)의 수행을 행하면서, 몸에서 일어나기도 하고 사라지기도 하는 현상을 관찰한다.

즉, 일어나는 현상[法]과 사라지는 현상[法]을 지속적으로 교대로 관찰한다.

#### (8) 몸을 구성하는 32가지 요소에 대한 알아차림을 통한 무아 관찰 수행
몸이 있을 뿐 무아임을 관찰한다.
1. (1)~(6)의 수행을 행하면서, '몸이 있구나'하고 알아차림을 잘 확립한다.

몸이 있구나라는 것은 '다만 몸이 있을 뿐이고 중생도 없고 인간도 없고 여자도 없고 남자도 없고 자아도 없고 자아에 속하는 것도 없고 나도 없고 내 것도 없고 어느 누구도 없고 누구의 것도 없다'라고 알아차리는 것을 말한다.
2. (1)~(6)의 수행을 행하면서, (몸이 있구나라고 아는) 지혜만이 있고 (몸이 있구나라고 아는) 알아차림만이 현전할 때까지 알아차림을 잘 확립한다.

이 문구는 다만 (무아임을 아는) 지혜를 위하여, 계속해서 더 넓고 더 높이 (무아임을 아는) 지혜를 키우고 (무아임을 아는) 알아차림을 크게 하기 위하여라는 뜻이다.

#### (9) 몸을 구성하는 32가지 요소에 대한 알아차림 수행의 과보
몸의 32가지 요소에 대한 알아차림의 수행의 과보로 수행자는 '의지하지 않고 머물며, 세상에서 아무 것도 움켜쥐지 않는다.'  나아가 '이와 같이 몸에서 몸을 관찰하며 머물게 된다.'
의지하지 않고 머문다는 것은 갈애와 사견(삿된 견해, 즉, 특히 아집)에 의지하던 것을 벗어나 그렇지 않은 상태에 있게 된다는 뜻이다. 아무 것도 움켜쥐지 않는다는 것은 색 · 수 · 상 · 행 · 식의 5온에 대해 나라거나 내 것이라고 집착 또는 착각하지 않는다는 뜻이다. 이와 같이 몸에서 몸을 관찰하며 머물게 된다는 것은 몸의 32가지 요소에 대한 알아차림의 수행을 잘 행함으로써 몸의 32가지 요소를 표상으로 하여 네 가지 선(4禪)이 일어난다는 것을 뜻한다.

### 5. 몸의 4대 요소에 대한 알아차림
팔리어 경전의 〈대념처경〉과 〈염처경〉 그리고 그 주석서에 따르면 몸의 4대 요소에 대한 알아차림의 수행법은 다음과 같다.

#### (1) 자신의 몸의 4대 요소에 대한 수행
다시 비구들이여, 비구는 이 몸을 처해진 대로 놓여진 대로 요소[界]별로 고찰한다. '이 몸에는 땅의 요소, 물의 요소, 불의 요소, 바람의 요소가 있다.'고.

 — 각묵스님 옮김(2015) 《디가 니까야》 제2권 제22경 〈대념처경〉 초기불전연구원. p.506.
1. 수동적 주의집중을 유지한 상태로, 걸어가면서 이 몸에는 ① 머리털 ② 몸털 ③ 손발톱 ④ 이빨 ⑤ 살갗 ⑥ 살 ⑦ 힘줄 ⑧ 뼈 ⑨ 골수 ⑩ 콩팥 ⑪ 심장염통 ⑫ 간 ⑬ 횡경막(근막) ⑭ 비장(지라) ⑮ 허파 ⑯ 창자(큰창자와 작은창자) ⑰ 위속의 음식 ⑱ 장간막 ⑲ 똥 ⑳ 뇌의  20가지 땅의 요소(地大 · 地界)가 있다고 고찰한다.[116]
2. 수동적 주의집중을 유지한 상태로, 걸어가면서 이 몸에는 ① 쓸개즙(담즙) ② 가래 ③ 고름 ④ 피 ⑤ 땀 ⑥ 지방(굳기름) ⑦ 눈물 ⑧ 피지(피부의 기름기) ⑨ 침 ⑩ 콧물 ⑪ 연골(관절활액) ⑫ 오줌의 12가지 물의 요소(水大 · 水界)가 있다고 고찰한다.[117]
3. 수동적 주의집중을 유지한 상태로, 걸어가면서 이 몸에는 ① 따뚯해지게 하는 것 ② 늙게 하는 것 ③ 타버리게 하는 것 ④ 먹고 마시고 씹고 맛본 것이 완전히 소화되게 하는 것의 4가지 불의 요소(火大 · 火界)가 있다고 고찰한다.[118]
4. 수동적 주의집중을 유지한 상태로, 걸어가면서 이 몸에는 ① 위로 올라가는 바람 ② 아래로 내려가는 바람 ③ 뱃속의 바람 ④ 창자 속의 바람 ⑤ 사지에 순환하는 바람 ⑥ 들숨과 날숨의 6가지 바람의 요소(風大 · 風界)가 있다고 고찰한다.[119]
5. 수동적 주의집중을 유지한 상태로, 서있으면서 이 몸에는 ① 머리털 ② 몸털 ③ 손발톱 ④ 이빨 ⑤ 살갗 ⑥ 살 ⑦ 힘줄 ⑧ 뼈 ⑨ 골수 ⑩ 콩팥 ⑪ 심장염통 ⑫ 간 ⑬ 횡경막(근막) ⑭ 비장(지라) ⑮ 허파 ⑯ 창자(큰창자와 작은창자) ⑰ 위속의 음식 ⑱ 장간막 ⑲ 똥 ⑳ 뇌의 20가지 땅의 요소(地大 · 地界)가 있다고 고찰한다.[116]
6. 수동적 주의집중을 유지한 상태로, 서있으면서 이 몸에는 ① 쓸개즙(담즙) ② 가래 ③ 고름 ④ 피 ⑤ 땀 ⑥ 지방(굳기름) ⑦ 눈물 ⑧ 피지(피부의 기름기) ⑨ 침 ⑩ 콧물 ⑪ 연골(관절활액) ⑫ 오줌의 12가지 물의 요소(水大 · 水界)가 있다고 고찰한다.[117]
7. 수동적 주의집중을 유지한 상태로, 서있으면서 이 몸에는 ① 따뚯해지게 하는 것 ② 늙게 하는 것 ③ 타버리게 하는 것 ④ 먹고 마시고 씹고 맛본 것이 완전히 소화되게 하는 것의 4가지 불의 요소(火大 · 火界)가 있다고 고찰한다.[118]
8. 수동적 주의집중을 유지한 상태로, 서있으면서 이 몸에는 ① 위로 올라가는 바람 ② 아래로 내려가는 바람 ③ 뱃속의 바람 ④ 창자 속의 바람 ⑤ 사지에 순환하는 바람 ⑥ 들숨과 날숨의 6가지 바람의 요소(風大 · 風界)가 있다고 고찰한다.[119]
9. 수동적 주의집중을 유지한 상태로, 앉아 있으면서 이 몸에는 ① 머리털 ② 몸털 ③ 손발톱 ④ 이빨 ⑤ 살갗 ⑥ 살 ⑦ 힘줄 ⑧ 뼈 ⑨ 골수 ⑩ 콩팥 ⑪ 심장염통 ⑫ 간 ⑬ 횡경막(근막) ⑭ 비장(지라) ⑮ 허파 ⑯ 창자(큰창자와 작은창자) ⑰ 위속의 음식 ⑱ 장간막 ⑲ 똥 ⑳ 뇌의 20가지 땅의 요소(地大 · 地界)가 있다고 고찰한다.[116]
10. 수동적 주의집중을 유지한 상태로, 앉아 있으면서 이 몸에는 ① 쓸개즙(담즙) ② 가래 ③ 고름 ④ 피 ⑤ 땀 ⑥ 지방(굳기름) ⑦ 눈물 ⑧ 피지(피부의 기름기) ⑨ 침 ⑩ 콧물 ⑪ 연골(관절활액) ⑫ 오줌의 12가지 물의 요소(水大 · 水界)가 있다고 고찰한다.[117]
11. 수동적 주의집중을 유지한 상태로, 앉아 있으면서 이 몸에는 ① 따뚯해지게 하는 것 ② 늙게 하는 것 ③ 타버리게 하는 것 ④ 먹고 마시고 씹고 맛본 것이 완전히 소화되게 하는 것의 4가지 불의 요소(火大 · 火界)가 있다고 고찰한다.[118]
12. 수동적 주의집중을 유지한 상태로, 앉아 있으면서 이 몸에는 ① 위로 올라가는 바람 ② 아래로 내려가는 바람 ③ 뱃속의 바람 ④ 창자 속의 바람 ⑤ 사지에 순환하는 바람 ⑥ 들숨과 날숨의 6가지 바람의 요소(風大 · 風界)가 있다고 고찰한다.[119]
13. 수동적 주의집중을 유지한 상태로, 누워있으면서 이 몸에는 ① 머리털 ② 몸털 ③ 손발톱 ④ 이빨 ⑤ 살갗 ⑥ 살 ⑦ 힘줄 ⑧ 뼈 ⑨ 골수 ⑩ 콩팥 ⑪ 심장염통 ⑫ 간 ⑬ 횡경막(근막) ⑭ 비장(지라) ⑮ 허파 ⑯ 창자(큰창자와 작은창자) ⑰ 위속의 음식 ⑱ 장간막 ⑲ 똥 ⑳ 뇌의20가지 땅의 요소(地大 · 地界)가 있다고 고찰한다.[116]
14. 수동적 주의집중을 유지한 상태로, 누워있으면서 이 몸에는 ① 쓸개즙(담즙) ② 가래 ③ 고름 ④ 피 ⑤ 땀 ⑥ 지방(굳기름) ⑦ 눈물 ⑧ 피지(피부의 기름기) ⑨ 침 ⑩ 콧물 ⑪ 연골(관절활액) ⑫ 오줌의 12가지 물의 요소(水大 · 水界)가 있다고 고찰한다.[117]
15. 수동적 주의집중을 유지한 상태로, 누워있으면서 이 몸에는 ① 따뚯해지게 하는 것 ② 늙게 하는 것 ③ 타버리게 하는 것 ④ 먹고 마시고 씹고 맛본 것이 완전히 소화되게 하는 것의 4가지 불의 요소(火大 · 火界)가 있다고 고찰한다.[118]
16. 수동적 주의집중을 유지한 상태로, 누워있으면서 이 몸에는 ① 위로 올라가는 바람 ② 아래로 내려가는 바람 ③ 뱃속의 바람 ④ 창자 속의 바람 ⑤ 사지에 순환하는 바람 ⑥ 들숨과 날숨의 6가지 바람의 요소(風大 · 風界)가 있다고 고찰한다.[119]

#### (2) 자신의 몸의 4대 요소에 대한 수행이 능숙해지게 함
(1)의 수행을 반복한다.

#### (3) 다른 사람의 몸의 4대 요소에 대한 수행
다른 사람의 몸의 4대 요소에 대해 (1)의 수행을 행한다.

#### (4) 다른 사람의 몸의 4대 요소에 대한 수행이 능숙해지게 함
(3)의 수행을 반복한다.

#### (5) 자신과 다른 사람의 몸의 4대 요소에 대한 수행
자신의 몸의 4대 요소와 다른 사람의 몸의 4대 요소에 대해 (1)의 수행을 행한다. 즉, 자신과 다른 사람의 몸의 4대 요소에 대해 교대로 행한다.

#### (6) 자신과 다른 사람의 몸의 4대 요소에 대한 수행이 능숙해지게 함
(5)의 수행을 반복한다.

#### (7) 몸의 4대 요소에 대한 알아차림을 통한 무상(생멸, 일어남과 사라짐) 관찰 수행
다음과 같이 법 즉 존재의 일어남과 사라짐(생멸), 즉, 무상을 관찰한다.
1. (1)~(6)의 수행을 행하면서, 몸에서 일어나는 존재[法]만을 관찰한다.

일어나는 현상이란 몸과 마음을 인연(의지처)으로 하여 4대 요소(땅의 요소, 불의 요소, 물의 요소, 바람의 요소)가 계속해서 일어나는 것을 말한다.
2. (1)~(6)의 수행을 행하면서, 몸에서 사라지는 존재[法]만을 관찰한다.

사라지는 현상이란 몸이 부서지거나 마음이 소멸하면 4대 요소(땅의 요소, 불의 요소, 물의 요소, 바람의 요소)가 생기지 않는 것을  말한다.
3. (1)~(6)의 수행을 행하면서, 몸에서 일어나기도 하고 사라지기도 하는 현상을 관찰한다.

즉, 일어나는 존재[法]와 사라지는 존재[法]을 지속적으로 교대로 관찰한다.

#### (8) 몸의 4대 요소에 대한 알아차림을 통한 무아 관찰 수행
몸이 있을 뿐 무아임을 관찰한다.
1. (1)~(6)의 수행을 행하면서, '몸이 있구나'하고 알아차림을 잘 확립한다.

몸이 있구나라는 것은 '다만 몸이 있을 뿐이고 중생도 없고 인간도 없고 여자도 없고 남자도 없고 자아도 없고 자아에 속하는 것도 없고 나도 없고 내 것도 없고 어느 누구도 없고 누구의 것도 없다'라고 알아차리는 것을 말한다.
2. (1)~(6)의 수행을 행하면서, (몸이 있구나라고 아는) 지혜만이 있고 (몸이 있구나라고 아는) 알아차림만이 현전할 때까지 알아차림을 잘 확립한다.

이 문구는 다만 (무아임을 아는) 지혜를 위하여, 계속해서 더 넓고 더 높이 (무아임을 아는) 지혜를 키우고 (무아임을 아는) 알아차림을 크게 하기 위하여라는 뜻이다.

#### (9) 몸의 4대 요소에 대한 알아차림 수행의 과보
몸의 상태에 대한 알아차림의 수행의 과보로 수행자는 '의지하지 않고 머물며, 세상에서 아무 것도 움켜쥐지 않는다.'  나아가 '이와 같이 몸에서 몸을 관찰하며 머물게 된다.'
의지하지 않고 머문다는 것은 갈애와 사견(삿된 견해, 즉, 특히 아집)에 의지하던 것을 벗어나 그렇지 않은 상태에 있게 된다는 뜻이다. 아무 것도 움켜쥐지 않는다는 것은 색 · 수 · 상 · 행 · 식의 5온에 대해 나라거나 내 것이라고 집착 또는 착각하지 않는다는 뜻이다. 이와 같이 몸에서 몸을 관찰하며 머물게 된다는 것은 몸의 상태에 대한 알아차림의 수행을 잘 행함으로써 4대 요소(땅의 요소, 불의 요소, 물의 요소, 바람의 요소)를 표상으로 하여 선정 즉 삼매에 들어가는데, 《청정도론》에 따르면, 이 수행은 고유성질을 가진 법, 즉 현상이 아니라 존재, 즉 가법이 아니라 실법을 대상으로 하는 수행이기 때문에 본삼매인 네 가지 선(4禪)에는 들어가지 못하고 다만 근접삼매에만 들어갈 수 있다.

### 6. 죽은 시체에 대한 관찰
팔리어 경전의 〈대념처경〉과 〈염처경〉 그리고 그 주석서에 따르면 죽은 시체에 대한 관찰의 수행법은 다음과 같다.

#### (1) 자신을 죽은 시체에 비추어 바라보는 수행
다시 비구들이여, ① 비구는 마치 묘지에 버려진 시체가 죽은 지 하루나 이틀 또는 사흘이 지나 부풀고 검푸르게 되고 문드러지는 것을 보게 될 것이다. 그는 바로 자신의 몸을 그에 비추어 바라본다. '이 몸 또한 그와 같고 그와 같이 될 것이며, 그에서 벗어나지 못하리라.'고.

 — 각묵스님 옮김(2015) 《디가 니까야》 제2권 제22경 〈대념처경〉 초기불전연구원. pp.507~508.
참고로, 주석서에 따르면, 살아 있다는 것은 바람, 온기, 식(알음알이, 마음, 식온, 6식)의 세 가지 법(현상 또는 존재, 즉 가법 또는 실법)이 몸과 화합하여 존재하는 것이고, 죽었다는 것은 이 세 가지 법이 흩어져 몸에 존재하지 않는 것이다.
1. 수동적 주의집중을 유지한 상태로, 시체가 죽은 지 하루나 이틀 또는 사흘이 지나면 부풀고 검푸르게 되고 문드러지는 것을 보고 그러한 상태를 알아차린다.
2. 수동적 주의집중을 유지한 상태로, 자신의 몸을 그 시체에 비추어 바라보아 '이 몸 또한 그와 같다.'고 알아차린다. 즉, '이 몸 또한 이 시체처럼 죽은 지 하루나 이틀 또는 사흘이 지나면 부풀고 검푸르게 되고 문드러지는 성질을 가지고 있다.'고 알아차린다.
3. 수동적 주의집중을 유지한 상태로, 자신의 몸을 그 시체에 비추어 바라보아 '이 몸 또한 그와 같이 될 것이다.'고 알아차린다. 즉, '이 몸 또한 이 시체처럼 죽은 지 하루나 이틀 또는 사흘이 지나면 부풀고 검푸르게 되고 문드러지게 될 것이다.'고 알아차린다.
4. 수동적 주의집중을 유지한 상태로, 자신의 몸을 그 시체에 비추어 바라보아 '이 몸 또한 그에서 벗어나지 못할 것이다.'고 알아차린다. 즉, '이 몸 또한 이 시체처럼 죽은 지 하루나 이틀 또는 사흘이 지나면 부풀고 검푸르게 되고 문드러지는 것에서 벗어나지 못할 것이다.'고 알아차린다.

#### (2) 자신을 죽은 시체에 비추어 바라보는 수행이 능숙해지게 함
(1)의 수행을 반복한다.

#### (3) 다른 사람을 죽은 시체에 비추어 바라보는 수행
1. 수동적 주의집중을 유지한 상태로, 시체가 죽은 지 하루나 이틀 또는 사흘이 지나 부풀고 검푸르게 되고 문드러지는 것을 보고 그러한 상태를 알아차린다.
2. 수동적 주의집중을 유지한 상태로, 다른 사람의 몸을 그 시체에 비추어 바라보아 '이 몸 또한 그와 같다.'고 알아차린다. 즉, '이 사람의 몸 또한 이 시체처럼 죽은 지 하루나 이틀 또는 사흘이 지나면 부풀고 검푸르게 되고 문드러지는 성질을 가지고 있다.'고 알아차린다.
3. 수동적 주의집중을 유지한 상태로, 다른 사람의 몸을 그 시체에 비추어 바라보아 '이 몸 또한 그와 같이 될 것이다.'고 알아차린다. 즉, '이 사람의 몸 또한 이 시체처럼 죽은 지 하루나 이틀 또는 사흘이 지나면 부풀고 검푸르게 되고 문드러지게 될 것이다.'고 알아차린다.
4. 수동적 주의집중을 유지한 상태로, 다른 사람의 몸을 그 시체에 비추어 바라보아 '이 몸 또한 그에서 벗어나지 못할 것이다.'고 알아차린다. 즉, '이 사람의 몸 또한 이 시체처럼 죽은 지 하루나 이틀 또는 사흘이 지나면 부풀고 검푸르게 되고 문드러지는 것에서 벗어나지 못할 것이다.'고 알아차린다.

#### (4) 다른 사람을 죽은 시체에 비추어 바라보는 수행이 능숙해지게 함
(3)의 수행을 반복한다.

#### (5) 자신과 다른 사람을 죽은 시체에 비추어 바라보는 수행
자신과 다른 사람에 대해 (1)의 수행을 행한다. 즉, 자신과 다른 사람을 교대로 죽은 시체에 비추어 바라보는 수행을 행한다.

#### (6) 자신과 다른 사람을 죽은 시체에 비추어 바라보는 수행이 능숙해지게 함
(5)의 수행을 반복한다.

#### (7) 죽은 시체에 대한 관찰을 통한 무상(생멸, 일어남과 사라짐) 관찰 수행
다음과 같이 법 즉 현상의 일어남과 사라짐(생멸), 즉, 무상을 관찰한다.
1. (1)~(6)의 수행을 행하면서, 몸에서 일어나는 현상[法]만을 관찰한다.

일어나는 현상이란 몸, 바람, 온기, 식(알음알이, 마음, 식온, 6식)의 네 가지 법을 인연(의지처)으로 하여, 즉, 이들의 화합에 의해 몸의 살아 있음이 생겨나는 것을 말한다.
2. (1)~(6)의 수행을 행하면서, 몸에서 사라지는 현상[法]만을 관찰한다.

사라지는 현상이란 몸, 바람, 온기, 식(알음알이, 마음, 식온, 6식)의 네 가지 법을 인연(의지처)으로 하여, 즉, 이들의 흩어짐에 의해 몸의 죽어 있음이 생겨나는 것을 말한다.
3. (1)~(6)의 수행을 행하면서, 몸에서 일어나기도 하고 사라지기도 하는 현상을 관찰한다.

즉, 일어나는 현상[法]과 사라지는 현상[法]을 지속적으로 교대로 관찰한다.

#### (8) 죽은 시체에 대한 관찰을 통한 무아 관찰 수행
몸이 있을 뿐 무아임을 관찰한다.
1. (1)~(6)의 수행을 행하면서, '몸이 있구나'하고 알아차림을 잘 확립한다.

몸이 있구나라는 것은 '다만 몸이 있을 뿐이고 중생도 없고 인간도 없고 여자도 없고 남자도 없고 자아도 없고 자아에 속하는 것도 없고 나도 없고 내 것도 없고 어느 누구도 없고 누구의 것도 없다'라고 알아차리는 것을 말한다.
2. (1)~(6)의 수행을 행하면서, (몸이 있구나라고 아는) 지혜만이 있고 (몸이 있구나라고 아는) 알아차림만이 현전할 때까지 알아차림을 잘 확립한다.

이 문구는 다만 (무아임을 아는) 지혜를 위하여, 계속해서 더 넓고 더 높이 (무아임을 아는) 지혜를 키우고 (무아임을 아는) 알아차림을 크게 하기 위하여라는 뜻이다.

#### (9) 죽은 시체에 대한 관찰 수행의 과보
죽은 시체에 대한 관찰의 수행의 과보로 수행자는 '의지하지 않고 머물며, 세상에서 아무 것도 움켜쥐지 않는다.'  나아가 '이와 같이 몸에서 몸을 관찰하며 머물게 된다.'
의지하지 않고 머문다는 것은 갈애와 사견(삿된 견해, 즉, 특히 아집)에 의지하던 것을 벗어나 그렇지 않은 상태에 있게 된다는 뜻이다. 아무 것도 움켜쥐지 않는다는 것은 색 · 수 · 상 · 행 · 식의 5온에 대해 나라거나 내 것이라고 집착 또는 착각하지 않는다는 뜻이다. 이와 같이 몸에서 몸을 관찰하며 머물게 된다는 것은 죽은 시체에 대한 관찰의 수행을 잘 행함으로써 죽은 시체를 표상으로 하여, 즉, 시체가 죽은 지 하루나 이틀 또는 사흘이 지나면 부풀고 검푸르게 되고 문드러지는 모습을 표상으로 하여 네 가지 선(4禪)이 일어난다는 것을 뜻한다.

### 7. 죽은 시체를 짐승들이 쪼아 먹는 모습에 대한 관찰
팔리어 경전의 〈대념처경〉과 〈염처경〉 그리고 그 주석서에 따르면 죽은 시체를 짐승들이 쪼아 먹는 모습에 대한 관찰의 수행법은 다음과 같다.

#### (1) 자신을 죽은 시체를 짐승들이 쪼아 먹는 모습에 비추어 바라보는 수행
다시 비구들이여, ② 비구는 마치 묘지에 버려진 시체를 까마귀 떼가 달려들어 마구 쪼아먹고, 솔개 무리가 쪼아먹고, 독수리 떼가 쪼아먹고, 개 떼가 뜯어먹고, 자칼들이 뜯어먹고, 별의 별 벌레들이 다 달려들어 파먹는 것을 보게 될 것이다. 그는 자신의 몸을 그에 비추어 바라본다. '이 몸 또한 그와 같고, 그와 같이 될 것이며, 그에서 벗어나지 못하리라.'고.

 — 각묵스님 옮김(2015) 《디가 니까야》 제2권 제22경 〈대념처경〉 초기불전연구원. p.508.
참고로, 주석서에 따르면, 살아 있다는 것은 바람, 온기, 식(알음알이, 마음, 식온, 6식)의 세 가지 법(현상 또는 존재, 즉 가법 또는 실법)이 몸과 화합하여 존재하는 것이고, 죽었다는 것은 이 세 가지 법이 흩어져 몸에 존재하지 않는 것이다.
1. 수동적 주의집중을 유지한 상태로, 묘지에 버려진 시체를 까마귀 떼가 달려들어 마구 쪼아먹고, 솔개 무리가 쪼아먹고, 독수리 떼가 쪼아먹고, 개 떼가 뜯어먹고, 자칼들이 뜯어먹고, 별의 별 벌레들이 다 달려들어 파먹는 것을 보고 그러한 상태를 알아차린다.
2. 수동적 주의집중을 유지한 상태로, 자신의 몸을 그 시체에 비추어 바라보아 '이 몸 또한 그와 같다.'고 알아차린다. 즉, '이 몸 또한 이 시체처럼 까마귀 떼가 달려들어 마구 쪼아먹고, 솔개 무리가 쪼아먹고, 독수리 떼가 쪼아먹고, 개 떼가 뜯어먹고, 자칼들이 뜯어먹고, 별의 별 벌레들이 다 달려들어 파먹는 성질을 가지고 있다.'고 알아차린다.
3. 수동적 주의집중을 유지한 상태로, 자신의 몸을 그 시체에 비추어 바라보아 '이 몸 또한 그와 같이 될 것이다.'고 알아차린다. 즉, '이 몸 또한 이 시체처럼 까마귀 떼가 달려들어 마구 쪼아먹고, 솔개 무리가 쪼아먹고, 독수리 떼가 쪼아먹고, 개 떼가 뜯어먹고, 자칼들이 뜯어먹고, 별의 별 벌레들이 다 달려들어 파먹게 될 것이다.'고 알아차린다.
4. 수동적 주의집중을 유지한 상태로, 자신의 몸을 그 시체에 비추어 바라보아 '이 몸 또한 그에서 벗어나지 못할 것이다.'고 알아차린다. 즉, '이 몸 또한 이 시체처럼 까마귀 떼가 달려들어 마구 쪼아먹고, 솔개 무리가 쪼아먹고, 독수리 떼가 쪼아먹고, 개 떼가 뜯어먹고, 자칼들이 뜯어먹고, 별의 별 벌레들이 다 달려들어 파먹는 것에서 벗어나지 못할 것이다.'고 알아차린다.

#### (2) 자신을 죽은 시체를 짐승들이 쪼아 먹는 모습에 비추어 바라보는 수행이 능숙해지게 함
(1)의 수행을 반복한다.

#### (3) 다른 사람을 죽은 시체를 짐승들이 쪼아 먹는 모습에 비추어 바라보는 수행
1. 수동적 주의집중을 유지한 상태로, 묘지에 버려진 시체를 까마귀 떼가 달려들어 마구 쪼아먹고, 솔개 무리가 쪼아먹고, 독수리 떼가 쪼아먹고, 개 떼가 뜯어먹고, 자칼들이 뜯어먹고, 별의 별 벌레들이 다 달려들어 파먹는 것을 보고 그러한 상태를 알아차린다.
2. 수동적 주의집중을 유지한 상태로, 다른 사람의 몸을 그 시체에 비추어 바라보아 '이 몸 또한 그와 같다.'고 알아차린다. 즉, '이 사람의 몸 또한 이 시체처럼 까마귀 떼가 달려들어 마구 쪼아먹고, 솔개 무리가 쪼아먹고, 독수리 떼가 쪼아먹고, 개 떼가 뜯어먹고, 자칼들이 뜯어먹고, 별의 별 벌레들이 다 달려들어 파먹는 성질을 가지고 있다.'고 알아차린다.
3. 수동적 주의집중을 유지한 상태로, 다른 사람의 몸을 그 시체에 비추어 바라보아 '이 몸 또한 그와 같이 될 것이다.'고 알아차린다. 즉, '이 사람의 몸 또한 이 시체처럼 까마귀 떼가 달려들어 마구 쪼아먹고, 솔개 무리가 쪼아먹고, 독수리 떼가 쪼아먹고, 개 떼가 뜯어먹고, 자칼들이 뜯어먹고, 별의 별 벌레들이 다 달려들어 파먹게 될 것이다.'고 알아차린다.
4. 수동적 주의집중을 유지한 상태로, 다른 사람의 몸을 그 시체에 비추어 바라보아 '이 몸 또한 그에서 벗어나지 못할 것이다.'고 알아차린다. 즉, '이 사람의 몸 또한 이 시체처럼 까마귀 떼가 달려들어 마구 쪼아먹고, 솔개 무리가 쪼아먹고, 독수리 떼가 쪼아먹고, 개 떼가 뜯어먹고, 자칼들이 뜯어먹고, 별의 별 벌레들이 다 달려들어 파먹는 것에서 벗어나지 못할 것이다.'고 알아차린다.

#### (4) 다른 사람을 죽은 시체를 짐승들이 쪼아 먹는 모습에 비추어 바라보는 수행이 능숙해지게 함
(3)의 수행을 반복한다.

#### (5) 자신과 다른 사람을 죽은 시체를 짐승들이 쪼아 먹는 모습에 비추어 바라보는 수행
자신과 다른 사람에 대해 (1)의 수행을 행한다. 즉, 자신과 다른 사람을 교대로 죽은 시체를 짐승들이 쪼아 먹는 모습에 비추어 바라보는 수행을 행한다.

#### (6) 자신과 다른 사람을 죽은 시체를 짐승들이 쪼아 먹는 모습에 비추어 바라보는 수행이 능숙해지게 함
(5)의 수행을 반복한다.

#### (7) 죽은 시체를 짐승들이 쪼아 먹는 모습에 대한 관찰을 통한 무상(생멸, 일어남과 사라짐) 관찰 수행
다음과 같이 법 즉 현상의 일어남과 사라짐(생멸), 즉, 무상을 관찰한다.
1. (1)~(6)의 수행을 행하면서, 몸에서 일어나는 현상[法]만을 관찰한다.

일어나는 현상이란 몸, 바람, 온기, 식(알음알이, 마음, 식온, 6식)의 네 가지 법을 인연(의지처)으로 하여, 즉, 이들의 화합에 의해 살아 있음이 생겨나는 것을 말한다.
2. (1)~(6)의 수행을 행하면서, 몸에서 사라지는 현상[法]만을 관찰한다.

사라지는 현상이란 몸, 바람, 온기, 식(알음알이, 마음, 식온, 6식)의 네 가지 법을 인연(의지처)으로 하여, 즉, 이들의 흩어짐에 의해 몸의 죽어 있음이 생겨나는 것을 말한다.
3. (1)~(6)의 수행을 행하면서, 몸에서 일어나기도 하고 사라지기도 하는 현상을 관찰한다.

즉, 일어나는 현상[法]과 사라지는 현상[法]을 지속적으로 교대로 관찰한다.

#### (8) 죽은 시체를 짐승들이 쪼아 먹는 모습에 대한 관찰을 통한 무아 관찰 수행
몸이 있을 뿐 무아임을 관찰한다.
1. (1)~(6)의 수행을 행하면서, '몸이 있구나'하고 알아차림을 잘 확립한다.

몸이 있구나라는 것은 '다만 몸이 있을 뿐이고 중생도 없고 인간도 없고 여자도 없고 남자도 없고 자아도 없고 자아에 속하는 것도 없고 나도 없고 내 것도 없고 어느 누구도 없고 누구의 것도 없다'라고 알아차리는 것을 말한다.
2. (1)~(6)의 수행을 행하면서, (몸이 있구나라고 아는) 지혜만이 있고 (몸이 있구나라고 아는) 알아차림만이 현전할 때까지 알아차림을 잘 확립한다.

이 문구는 다만 (무아임을 아는) 지혜를 위하여, 계속해서 더 넓고 더 높이 (무아임을 아는) 지혜를 키우고 (무아임을 아는) 알아차림을 크게 하기 위하여라는 뜻이다.

#### (9) 죽은 시체를 짐승들이 쪼아 먹는 모습에 대한 관찰 수행의 과보
죽은 시체를 짐승들이 쪼아 먹는 모습에 대한 관찰의 수행의 과보로 수행자는 '의지하지 않고 머물며, 세상에서 아무 것도 움켜쥐지 않는다.'  나아가 '이와 같이 몸에서 몸을 관찰하며 머물게 된다.'
의지하지 않고 머문다는 것은 갈애와 사견(삿된 견해, 즉, 특히 아집)에 의지하던 것을 벗어나 그렇지 않은 상태에 있게 된다는 뜻이다. 아무 것도 움켜쥐지 않는다는 것은 색 · 수 · 상 · 행 · 식의 5온에 대해 나라거나 내 것이라고 집착 또는 착각하지 않는다는 뜻이다. 이와 같이 몸에서 몸을 관찰하며 머물게 된다는 것은 죽은 시체를 짐승들이 쪼아 먹는 모습에 대한 관찰의 수행을 잘 행함으로써 죽은 시체를 표상으로 하여, 즉, 죽은 시체를 까마귀 떼가 달려들어 마구 쪼아먹고, 솔개 무리가 쪼아먹고, 독수리 떼가 쪼아먹고, 개 떼가 뜯어먹고, 자칼들이 뜯어먹고, 별의 별 벌레들이 다 달려들어 파먹는 모습을 표상으로 하여 네 가지 선(4禪)이 일어난다는 것을 뜻한다.

### 8. 해골에 살과 피와 힘줄이 뒤엉켜 있는 모습에 대한 관찰
팔리어 경전의 〈대념처경〉과 〈염처경〉 그리고 그 주석서에 따르면 해골에 살과 피와 힘줄이 뒤엉켜 있는 모습에 대한 관찰의 수행법은 다음과 같다.

#### (1) 자신을 해골에 살과 피와 힘줄이 뒤엉켜 있는 모습에 비추어 바라보는 수행
다시 비구들이여, ③ 비구는 마치 묘지에 버려진 시체가 해골이 되어 살과 피가 묻은 채 힘줄에 얽혀 서로 이어져 있는 것을 보게 될 것이다 … ④ 해골이 되어 살은 없고 아직 피는 남아 있는 채로 힘줄에 얽혀 서로 이어져 있는 것을 보게 될 것이다 … ⑤ 해골이 되어 살도 피도 없이 힘줄만 남아 서로 이어져 있는 것을 보게 될 것이다 … ⑥ 백골이 되어 뼈들이 흩어져서 여기에는 손뼈, 저기에는 발뼈, 또 저기에는 정강이뼈, 저기에는 넓적다리뼈, 저기에는 엉덩이뼈, 저기에는 등뼈, 저기에는 갈빗대, 저기에는 가슴뼈, 저기에는 팔뼈, 저기에는 어깨뼈, 저기에는 목뼈, 저기에는 턱뼈, 저기에는 치골, 저기에는 두개골 등이 사방에 널려있는 것을 보게 될 것이다. 그는 자신의 몸을 그에 비추어 바라본다. '이 몸도 또한 그와 같고 그와 같이 될 것이며, 그에서 벗어나지 못하리라.'고.

 — 각묵스님 옮김(2015) 《디가 니까야》 제2권 제22경 〈대념처경〉 초기불전연구원. p.509.
참고로, 주석서에 따르면, 살아 있다는 것은 바람, 온기, 식(알음알이, 마음, 식온, 6식)의 세 가지 법(현상 또는 존재, 즉 가법 또는 실법)이 몸과 화합하여 존재하는 것이고, 죽었다는 것은 이 세 가지 법이 흩어져 몸에 존재하지 않는 것이다.
1. 수동적 주의집중을 유지한 상태로, 묘지에 버려진 시체가 해골이 되어 살과 피가 묻은 채 힘줄에 얽혀 서로 이어져 있는 것을 보고 그러한 상태를 알아차린다.
2. 수동적 주의집중을 유지한 상태로, 자신의 몸을 그 시체에 비추어 바라보아 '이 몸 또한 그와 같다.'고 알아차린다. 즉, '이 몸 또한 이 시체처럼 해골이 되어 살과 피가 묻은 채 힘줄에 얽혀 서로 이어져 있게 되는 성질을 가지고 있다.'고 알아차린다.
3. 수동적 주의집중을 유지한 상태로, 자신의 몸을 그 시체에 비추어 바라보아 '이 몸 또한 그와 같이 될 것이다.'고 알아차린다. 즉, '이 몸 또한 이 시체처럼 해골이 되어 살과 피가 묻은 채 힘줄에 얽혀 서로 이어져 있게 될 것이다.'고 알아차린다.
4. 수동적 주의집중을 유지한 상태로, 자신의 몸을 그 시체에 비추어 바라보아 '이 몸 또한 그에서 벗어나지 못할 것이다.'고 알아차린다. 즉, '이 몸 또한 이 시체처럼 해골이 되어 살과 피가 묻은 채 힘줄에 얽혀 서로 이어져 있게 되는 것에서 벗어나지 못할 것이다.'고 알아차린다.

#### (2) 자신을 해골에 살과 피와 힘줄이 뒤엉켜 있는 모습에 비추어 바라보는 수행이 능숙해지게 함
(1)의 수행을 반복한다.

#### (3) 다른 사람을 해골에 살과 피와 힘줄이 뒤엉켜 있는 모습에 비추어 바라보는 수행
1. 수동적 주의집중을 유지한 상태로, 묘지에 버려진 시체가 해골이 되어 살과 피가 묻은 채 힘줄에 얽혀 서로 이어져 있는 것을 보고 그러한 상태를 알아차린다.
2. 수동적 주의집중을 유지한 상태로, 다른 사람의 몸을 그 시체에 비추어 바라보아 '이 몸 또한 그와 같다.'고 알아차린다. 즉, '이 사람의 몸 또한 이 시체처럼 해골이 되어 살과 피가 묻은 채 힘줄에 얽혀 서로 이어져 있게 되는 성질을 가지고 있다.'고 알아차린다.
3. 수동적 주의집중을 유지한 상태로, 다른 사람의 몸을 그 시체에 비추어 바라보아 '이 몸 또한 그와 같이 될 것이다.'고 알아차린다. 즉, '이 사람의 몸 또한 이 시체처럼 해골이 되어 살과 피가 묻은 채 힘줄에 얽혀 서로 이어져 있게 될 것이다.'고 알아차린다.
4. 수동적 주의집중을 유지한 상태로, 다른 사람의 몸을 그 시체에 비추어 바라보아 '이 몸 또한 그에서 벗어나지 못할 것이다.'고 알아차린다. 즉, '이 사람의 몸 또한 이 시체처럼 해골이 되어 살과 피가 묻은 채 힘줄에 얽혀 서로 이어져 있게 되는 것에서 벗어나지 못할 것이다.'고 알아차린다.

#### (4) 다른 사람을 해골에 살과 피와 힘줄이 뒤엉켜 있는 모습에 비추어 바라보는 수행이 능숙해지게 함
(3)의 수행을 반복한다.

#### (5) 자신과 다른 사람을 해골에 살과 피와 힘줄이 뒤엉켜 있는 모습에 비추어 바라보는 수행
자신과 다른 사람에 대해 (1)의 수행을 행한다. 즉, 자신과 다른 사람을 교대로 해골에 살과 피와 힘줄이 뒤엉켜 있는 모습에 비추어 바라보는 수행을 행한다.

#### (6) 자신과 다른 사람을 해골에 살과 피와 힘줄이 뒤엉켜 있는 모습에 비추어 바라보는 수행이 능숙해지게 함
(5)의 수행을 반복한다.

#### (7) 해골에 살과 피와 힘줄이 뒤엉켜 있는 모습에 대한 관찰을 통한 무상(생멸, 일어남과 사라짐) 관찰 수행
다음과 같이 법 즉 현상의 일어남과 사라짐(생멸), 즉, 무상을 관찰한다.
1. (1)~(6)의 수행을 행하면서, 몸에서 일어나는 현상[法]만을 관찰한다.

일어나는 현상이란 몸, 바람, 온기, 식(알음알이, 마음, 식온, 6식)의 네 가지 법을 인연(의지처)으로 하여, 즉, 이들의 화합에 의해 살아 있음이 생겨나는 것을 말한다.
2. (1)~(6)의 수행을 행하면서, 몸에서 사라지는 현상[法]만을 관찰한다.

사라지는 현상이란 몸, 바람, 온기, 식(알음알이, 마음, 식온, 6식)의 네 가지 법을 인연(의지처)으로 하여, 즉, 이들의 흩어짐에 의해 몸의 죽어 있음이 생겨나는 것을 말한다.
3. (1)~(6)의 수행을 행하면서, 몸에서 일어나기도 하고 사라지기도 하는 현상을 관찰한다.

즉, 일어나는 현상[法]과 사라지는 현상[法]을 지속적으로 교대로 관찰한다.

#### (8) 해골에 살과 피와 힘줄이 뒤엉켜 있는 모습에 대한 관찰을 통한 무아 관찰 수행
몸이 있을 뿐 무아임을 관찰한다.
1. (1)~(6)의 수행을 행하면서, '몸이 있구나'하고 알아차림을 잘 확립한다.

몸이 있구나라는 것은 '다만 몸이 있을 뿐이고 중생도 없고 인간도 없고 여자도 없고 남자도 없고 자아도 없고 자아에 속하는 것도 없고 나도 없고 내 것도 없고 어느 누구도 없고 누구의 것도 없다'라고 알아차리는 것을 말한다.
2. (1)~(6)의 수행을 행하면서, (몸이 있구나라고 아는) 지혜만이 있고 (몸이 있구나라고 아는) 알아차림만이 현전할 때까지 알아차림을 잘 확립한다.

이 문구는 다만 (무아임을 아는) 지혜를 위하여, 계속해서 더 넓고 더 높이 (무아임을 아는) 지혜를 키우고 (무아임을 아는) 알아차림을 크게 하기 위하여라는 뜻이다.

#### (9) 해골에 살과 피와 힘줄이 뒤엉켜 있는 모습에 대한 관찰 수행의 과보
해골에 살과 피와 힘줄이 뒤엉켜 있는 모습에 대한 관찰의 수행의 과보로 수행자는 '의지하지 않고 머물며, 세상에서 아무 것도 움켜쥐지 않는다.'  나아가 '이와 같이 몸에서 몸을 관찰하며 머물게 된다.'
의지하지 않고 머문다는 것은 갈애와 사견(삿된 견해, 즉, 특히 아집)에 의지하던 것을 벗어나 그렇지 않은 상태에 있게 된다는 뜻이다. 아무 것도 움켜쥐지 않는다는 것은 색 · 수 · 상 · 행 · 식의 5온에 대해 나라거나 내 것이라고 집착 또는 착각하지 않는다는 뜻이다. 이와 같이 몸에서 몸을 관찰하며 머물게 된다는 것은 해골에 살과 피와 힘줄이 뒤엉켜 있는 모습에 대한 관찰의 수행을 잘 행함으로써 죽은 시체를 표상으로 하여, 즉, 죽은 시체가 해골이 되어 살과 피가 묻은 채 힘줄에 얽혀 서로 이어져 있는 모습을 표상으로 하여 네 가지 선(4禪)이 일어난다는 것을 뜻한다.

### 9. 해골에 피와 힘줄이 뒤엉켜 있는 모습에 대한 관찰
팔리어 경전의 〈대념처경〉과 〈염처경〉 그리고 그 주석서에 따르면 해골에 피와 힘줄이 뒤엉켜 있는 모습에 대한 관찰의 수행법은 다음과 같다.

#### (1) 자신을 해골에 피와 힘줄이 뒤엉켜 있는 모습에 비추어 바라보는 수행
다시 비구들이여, ③ 비구는 마치 묘지에 버려진 시체가 해골이 되어 살과 피가 묻은 채 힘줄에 얽혀 서로 이어져 있는 것을 보게 될 것이다 … ④ 해골이 되어 살은 없고 아직 피는 남아 있는 채로 힘줄에 얽혀 서로 이어져 있는 것을 보게 될 것이다 … ⑤ 해골이 되어 살도 피도 없이 힘줄만 남아 서로 이어져 있는 것을 보게 될 것이다 … ⑥ 백골이 되어 뼈들이 흩어져서 여기에는 손뼈, 저기에는 발뼈, 또 저기에는 정강이뼈, 저기에는 넓적다리뼈, 저기에는 엉덩이뼈, 저기에는 등뼈, 저기에는 갈빗대, 저기에는 가슴뼈, 저기에는 팔뼈, 저기에는 어깨뼈, 저기에는 목뼈, 저기에는 턱뼈, 저기에는 치골, 저기에는 두개골 등이 사방에 널려있는 것을 보게 될 것이다. 그는 자신의 몸을 그에 비추어 바라본다. '이 몸도 또한 그와 같고 그와 같이 될 것이며, 그에서 벗어나지 못하리라.'고.

 — 각묵스님 옮김(2015) 《디가 니까야》 제2권 제22경 〈대념처경〉 초기불전연구원. p.509.
참고로, 주석서에 따르면, 살아 있다는 것은 바람, 온기, 식(알음알이, 마음, 식온, 6식)의 세 가지 법(현상 또는 존재, 즉 가법 또는 실법)이 몸과 화합하여 존재하는 것이고, 죽었다는 것은 이 세 가지 법이 흩어져 몸에 존재하지 않는 것이다.
1. 수동적 주의집중을 유지한 상태로, 묘지에 버려진 시체가 해골이 되어 살은 없고 아직 피는 남아 있는 채로 힘줄에 얽혀 서로 이어져 있는 것을 보고 그러한 상태를 알아차린다.
2. 수동적 주의집중을 유지한 상태로, 자신의 몸을 그 시체에 비추어 바라보아 '이 몸 또한 그와 같다.'고 알아차린다. 즉, '이 몸 또한 이 시체처럼 해골이 되어 살은 없고 아직 피는 남아 있는 채로 힘줄에 얽혀 서로 이어져 있게 되는 성질을 가지고 있다.'고 알아차린다.
3. 수동적 주의집중을 유지한 상태로, 자신의 몸을 그 시체에 비추어 바라보아 '이 몸 또한 그와 같이 될 것이다.'고 알아차린다. 즉, '이 몸 또한 이 시체처럼 해골이 되어 살은 없고 아직 피는 남아 있는 채로 힘줄에 얽혀 서로 이어져 있게 될 것이다.'고 알아차린다.
4. 수동적 주의집중을 유지한 상태로, 자신의 몸을 그 시체에 비추어 바라보아 '이 몸 또한 그에서 벗어나지 못할 것이다.'고 알아차린다. 즉, '이 몸 또한 이 시체처럼 해골이 되어 살은 없고 아직 피는 남아 있는 채로 힘줄에 얽혀 서로 이어져 있게 되는 것에서 벗어나지 못할 것이다.'고 알아차린다.

#### (2) 자신을 해골에 피와 힘줄이 뒤엉켜 있는 모습에 비추어 바라보는 수행이 능숙해지게 함
(1)의 수행을 반복한다.

#### (3) 다른 사람을 해골에 피와 힘줄이 뒤엉켜 있는 모습에 비추어 바라보는 수행
1. 수동적 주의집중을 유지한 상태로, 묘지에 버려진 시체가 해골이 되어 살은 없고 아직 피는 남아 있는 채로 힘줄에 얽혀 서로 이어져 있는 것을 보고 그러한 상태를 알아차린다.
2. 수동적 주의집중을 유지한 상태로, 다른 사람의 몸을 그 시체에 비추어 바라보아 '이 몸 또한 그와 같다.'고 알아차린다. 즉, '이 사람의 몸 또한 이 시체처럼 해골이 되어 살은 없고 아직 피는 남아 있는 채로 힘줄에 얽혀 서로 이어져 있게 되는 성질을 가지고 있다.'고 알아차린다.
3. 수동적 주의집중을 유지한 상태로, 다른 사람의 몸을 그 시체에 비추어 바라보아 '이 몸 또한 그와 같이 될 것이다.'고 알아차린다. 즉, '이 사람의 몸 또한 이 시체처럼 해골이 되어 살은 없고 아직 피는 남아 있는 채로 힘줄에 얽혀 서로 이어져 있게 될 것이다.'고 알아차린다.
4. 수동적 주의집중을 유지한 상태로, 다른 사람의 몸을 그 시체에 비추어 바라보아 '이 몸 또한 그에서 벗어나지 못할 것이다.'고 알아차린다. 즉, '이 사람의 몸 또한 이 시체처럼 해골이 되어 살은 없고 아직 피는 남아 있는 채로 힘줄에 얽혀 서로 이어져 있게 되는 것에서 벗어나지 못할 것이다.'고 알아차린다.

#### (4) 다른 사람을 해골에 피와 힘줄이 뒤엉켜 있는 모습에 비추어 바라보는 수행이 능숙해지게 함
(3)의 수행을 반복한다.

#### (5) 자신과 다른 사람을 해골에 피와 힘줄이 뒤엉켜 있는 모습에 비추어 바라보는 수행
자신과 다른 사람에 대해 (1)의 수행을 행한다. 즉, 자신과 다른 사람을 교대로 해골에 피와 힘줄이 뒤엉켜 있는 모습에 비추어 바라보는 수행을 행한다.

#### (6) 자신과 다른 사람을 해골에 피와 힘줄이 뒤엉켜 있는 모습에 비추어 바라보는 수행이 능숙해지게 함
(5)의 수행을 반복한다.

#### (7) 해골에 피와 힘줄이 뒤엉켜 있는 모습에 대한 관찰을 통한 무상(생멸, 일어남과 사라짐) 관찰 수행
다음과 같이 법 즉 현상의 일어남과 사라짐(생멸), 즉, 무상을 관찰한다.
1. (1)~(6)의 수행을 행하면서, 몸에서 일어나는 현상[法]만을 관찰한다.

일어나는 현상이란 몸, 바람, 온기, 식(알음알이, 마음, 식온, 6식)의 네 가지 법을 인연(의지처)으로 하여, 즉, 이들의 화합에 의해 살아 있음이 생겨나는 것을 말한다.
2. (1)~(6)의 수행을 행하면서, 몸에서 사라지는 현상[法]만을 관찰한다.

사라지는 현상이란 몸, 바람, 온기, 식(알음알이, 마음, 식온, 6식)의 네 가지 법을 인연(의지처)으로 하여, 즉, 이들의 흩어짐에 의해 몸의 죽어 있음이 생겨나는 것을 말한다.
3. (1)~(6)의 수행을 행하면서, 몸에서 일어나기도 하고 사라지기도 하는 현상을 관찰한다.

즉, 일어나는 현상[法]과 사라지는 현상[法]을 지속적으로 교대로 관찰한다.

#### (8) 해골에 피와 힘줄이 뒤엉켜 있는 모습에 대한 관찰을 통한 무아 관찰 수행
몸이 있을 뿐 무아임을 관찰한다.
1. (1)~(6)의 수행을 행하면서, '몸이 있구나'하고 알아차림을 잘 확립한다.

몸이 있구나라는 것은 '다만 몸이 있을 뿐이고 중생도 없고 인간도 없고 여자도 없고 남자도 없고 자아도 없고 자아에 속하는 것도 없고 나도 없고 내 것도 없고 어느 누구도 없고 누구의 것도 없다'라고 알아차리는 것을 말한다.
2. (1)~(6)의 수행을 행하면서, (몸이 있구나라고 아는) 지혜만이 있고 (몸이 있구나라고 아는) 알아차림만이 현전할 때까지 알아차림을 잘 확립한다.

이 문구는 다만 (무아임을 아는) 지혜를 위하여, 계속해서 더 넓고 더 높이 (무아임을 아는) 지혜를 키우고 (무아임을 아는) 알아차림을 크게 하기 위하여라는 뜻이다.

#### (9) 해골에 피와 힘줄이 뒤엉켜 있는 모습에 대한 관찰 수행의 과보
해골에 피와 힘줄이 뒤엉켜 있는 모습에 대한 관찰의 수행의 과보로 수행자는 '의지하지 않고 머물며, 세상에서 아무 것도 움켜쥐지 않는다.'  나아가 '이와 같이 몸에서 몸을 관찰하며 머물게 된다.'
의지하지 않고 머문다는 것은 갈애와 사견(삿된 견해, 즉, 특히 아집)에 의지하던 것을 벗어나 그렇지 않은 상태에 있게 된다는 뜻이다. 아무 것도 움켜쥐지 않는다는 것은 색 · 수 · 상 · 행 · 식의 5온에 대해 나라거나 내 것이라고 집착 또는 착각하지 않는다는 뜻이다. 이와 같이 몸에서 몸을 관찰하며 머물게 된다는 것은 해골에 피와 힘줄이 뒤엉켜 있는 모습에 대한 관찰의 수행을 잘 행함으로써 죽은 시체를 표상으로 하여, 즉, 죽은 시체가 해골이 되어 살은 없고 아직 피는 남아 있는 채로 힘줄에 얽혀 서로 이어져 있는 모습을 표상으로 하여 네 가지 선(4禪)이 일어난다는 것을 뜻한다.

### 10. 해골에 힘줄만 남아 붙어 있는 모습에 대한 관찰
팔리어 경전의 〈대념처경〉과 〈염처경〉 그리고 그 주석서에 따르면 해골에 힘줄만 남아 붙어 있는 모습에 대한 관찰의 수행법은 다음과 같다.

#### (1) 자신을 해골에 힘줄만 남아 붙어 있는 모습에 비추어 바라보는 수행
다시 비구들이여, ③ 비구는 마치 묘지에 버려진 시체가 해골이 되어 살과 피가 묻은 채 힘줄에 얽혀 서로 이어져 있는 것을 보게 될 것이다 … ④ 해골이 되어 살은 없고 아직 피는 남아 있는 채로 힘줄에 얽혀 서로 이어져 있는 것을 보게 될 것이다 … ⑤ 해골이 되어 살도 피도 없이 힘줄만 남아 서로 이어져 있는 것을 보게 될 것이다 … ⑥ 백골이 되어 뼈들이 흩어져서 여기에는 손뼈, 저기에는 발뼈, 또 저기에는 정강이뼈, 저기에는 넓적다리뼈, 저기에는 엉덩이뼈, 저기에는 등뼈, 저기에는 갈빗대, 저기에는 가슴뼈, 저기에는 팔뼈, 저기에는 어깨뼈, 저기에는 목뼈, 저기에는 턱뼈, 저기에는 치골, 저기에는 두개골 등이 사방에 널려있는 것을 보게 될 것이다. 그는 자신의 몸을 그에 비추어 바라본다. '이 몸도 또한 그와 같고 그와 같이 될 것이며, 그에서 벗어나지 못하리라.'고.

 — 각묵스님 옮김(2015) 《디가 니까야》 제2권 제22경 〈대념처경〉 초기불전연구원. p.509.
참고로, 주석서에 따르면, 살아 있다는 것은 바람, 온기, 식(알음알이, 마음, 식온, 6식)의 세 가지 법(현상 또는 존재, 즉 가법 또는 실법)이 몸과 화합하여 존재하는 것이고, 죽었다는 것은 이 세 가지 법이 흩어져 몸에 존재하지 않는 것이다.
1. 수동적 주의집중을 유지한 상태로, 묘지에 버려진 시체가 해골이 되어 살도 피도 없이 힘줄만 남아 서로 이어져 있는 것을 보고 그러한 상태를 알아차린다.
2. 수동적 주의집중을 유지한 상태로, 자신의 몸을 그 시체에 비추어 바라보아 '이 몸 또한 그와 같다.'고 알아차린다. 즉, '이 몸 또한 이 시체처럼 해골이 되어 살도 피도 없이 힘줄만 남아 서로 이어져 있게 되는 성질을 가지고 있다.'고 알아차린다.
3. 수동적 주의집중을 유지한 상태로, 자신의 몸을 그 시체에 비추어 바라보아 '이 몸 또한 그와 같이 될 것이다.'고 알아차린다. 즉, '이 몸 또한 이 시체처럼 해골이 되어 살도 피도 없이 힘줄만 남아 서로 이어져 있게 될 것이다.'고 알아차린다.
4. 수동적 주의집중을 유지한 상태로, 자신의 몸을 그 시체에 비추어 바라보아 '이 몸 또한 그에서 벗어나지 못할 것이다.'고 알아차린다. 즉, '이 몸 또한 이 시체처럼 해골이 되어 살도 피도 없이 힘줄만 남아 서로 이어져 있게 되는 것에서 벗어나지 못할 것이다.'고 알아차린다.

#### (2) 자신을 해골에 힘줄만 남아 붙어 있는 모습에 비추어 바라보는 수행이 능숙해지게 함
(1)의 수행을 반복한다.

#### (3) 다른 사람을 해골에 힘줄만 남아 붙어 있는 모습에 비추어 바라보는 수행
1. 수동적 주의집중을 유지한 상태로, 묘지에 버려진 시체가 해골이 되어 살도 피도 없이 힘줄만 남아 서로 이어져 있는 것을 보고 그러한 상태를 알아차린다.
2. 수동적 주의집중을 유지한 상태로, 다른 사람의 몸을 그 시체에 비추어 바라보아 '이 몸 또한 그와 같다.'고 알아차린다. 즉, '이 사람의 몸 또한 이 시체처럼 해골이 되어 살도 피도 없이 힘줄만 남아 서로 이어져 있게 되는 성질을 가지고 있다.'고 알아차린다.
3. 수동적 주의집중을 유지한 상태로, 다른 사람의 몸을 그 시체에 비추어 바라보아 '이 몸 또한 그와 같이 될 것이다.'고 알아차린다. 즉, '이 사람의 몸 또한 이 시체처럼 해골이 되어 살도 피도 없이 힘줄만 남아 서로 이어져 있게 될 것이다.'고 알아차린다.
4. 수동적 주의집중을 유지한 상태로, 다른 사람의 몸을 그 시체에 비추어 바라보아 '이 몸 또한 그에서 벗어나지 못할 것이다.'고 알아차린다. 즉, '이 사람의 몸 또한 이 시체처럼 해골이 되어 살도 피도 없이 힘줄만 남아 서로 이어져 있게 되는 것에서 벗어나지 못할 것이다.'고 알아차린다.

#### (4) 다른 사람을 해골에 힘줄만 남아 붙어 있는 모습에 비추어 바라보는 수행이 능숙해지게 함
(3)의 수행을 반복한다.

#### (5) 자신과 다른 사람을 해골에 힘줄만 남아 붙어 있는 모습에 비추어 바라보는 수행
자신과 다른 사람에 대해 (1)의 수행을 행한다. 즉, 자신과 다른 사람을 교대로 해골에 힘줄만 남아 붙어 있는 모습에 비추어 바라보는 수행을 행한다.

#### (6) 자신과 다른 사람을 해골에 힘줄만 남아 붙어 있는 모습에 비추어 바라보는 수행이 능숙해지게 함
(5)의 수행을 반복한다.

#### (7) 해골에 힘줄만 남아 붙어 있는 모습에 대한 관찰을 통한 무상(생멸, 일어남과 사라짐) 관찰 수행
다음과 같이 법 즉 현상의 일어남과 사라짐(생멸), 즉, 무상을 관찰한다.
1. (1)~(6)의 수행을 행하면서, 몸에서 일어나는 현상[法]만을 관찰한다.

일어나는 현상이란 몸, 바람, 온기, 식(알음알이, 마음, 식온, 6식)의 네 가지 법을 인연(의지처)으로 하여, 즉, 이들의 화합에 의해 살아 있음이 생겨나는 것을 말한다.
2. (1)~(6)의 수행을 행하면서, 몸에서 사라지는 현상[法]만을 관찰한다.

사라지는 현상이란 몸, 바람, 온기, 식(알음알이, 마음, 식온, 6식)의 네 가지 법을 인연(의지처)으로 하여, 즉, 이들의 흩어짐에 의해 몸의 죽어 있음이 생겨나는 것을 말한다.
3. (1)~(6)의 수행을 행하면서, 몸에서 일어나기도 하고 사라지기도 하는 현상을 관찰한다.

즉, 일어나는 현상[法]과 사라지는 현상[法]을 지속적으로 교대로 관찰한다.

#### (8) 해골에 힘줄만 남아 붙어 있는 모습에 대한 관찰을 통한 무아 관찰 수행
몸이 있을 뿐 무아임을 관찰한다.
1. (1)~(6)의 수행을 행하면서, '몸이 있구나'하고 알아차림을 잘 확립한다.

몸이 있구나라는 것은 '다만 몸이 있을 뿐이고 중생도 없고 인간도 없고 여자도 없고 남자도 없고 자아도 없고 자아에 속하는 것도 없고 나도 없고 내 것도 없고 어느 누구도 없고 누구의 것도 없다'라고 알아차리는 것을 말한다.
2. (1)~(6)의 수행을 행하면서, (몸이 있구나라고 아는) 지혜만이 있고 (몸이 있구나라고 아는) 알아차림만이 현전할 때까지 알아차림을 잘 확립한다.

이 문구는 다만 (무아임을 아는) 지혜를 위하여, 계속해서 더 넓고 더 높이 (무아임을 아는) 지혜를 키우고 (무아임을 아는) 알아차림을 크게 하기 위하여라는 뜻이다.

#### (9) 해골에 힘줄만 남아 붙어 있는 모습에 대한 관찰 수행의 과보
해골에 힘줄만 남아 붙어 있는 모습에 대한 관찰의 수행의 과보로 수행자는 '의지하지 않고 머물며, 세상에서 아무 것도 움켜쥐지 않는다.'  나아가 '이와 같이 몸에서 몸을 관찰하며 머물게 된다.'
의지하지 않고 머문다는 것은 갈애와 사견(삿된 견해, 즉, 특히 아집)에 의지하던 것을 벗어나 그렇지 않은 상태에 있게 된다는 뜻이다. 아무 것도 움켜쥐지 않는다는 것은 색 · 수 · 상 · 행 · 식의 5온에 대해 나라거나 내 것이라고 집착 또는 착각하지 않는다는 뜻이다. 이와 같이 몸에서 몸을 관찰하며 머물게 된다는 것은 해골에 힘줄만 남아 붙어 있는 모습에 대한 관찰의 수행을 잘 행함으로써 죽은 시체를 표상으로 하여, 즉, 죽은 시체가 해골이 되어 살도 피도 없이 힘줄만 남아 서로 이어져 있는 모습을 표상으로 하여 네 가지 선(4禪)이 일어난다는 것을 뜻한다.

### 11. 해골과 뼈가 흩어져 있는 모습에 대한 관찰
팔리어 경전의 〈대념처경〉과 〈염처경〉 그리고 그 주석서에 따르면 해골과 뼈가 흩어져 있는 모습에 대한 관찰의 수행법은 다음과 같다.

#### (1) 자신을 해골과 뼈가 흩어져 있는 모습에 비추어 바라보는 수행
다시 비구들이여, ③ 비구는 마치 묘지에 버려진 시체가 해골이 되어 살과 피가 묻은 채 힘줄에 얽혀 서로 이어져 있는 것을 보게 될 것이다 … ④ 해골이 되어 살은 없고 아직 피는 남아 있는 채로 힘줄에 얽혀 서로 이어져 있는 것을 보게 될 것이다 … ⑤ 해골이 되어 살도 피도 없이 힘줄만 남아 서로 이어져 있는 것을 보게 될 것이다 … ⑥ 백골이 되어 뼈들이 흩어져서 여기에는 손뼈, 저기에는 발뼈, 또 저기에는 정강이뼈, 저기에는 넓적다리뼈, 저기에는 엉덩이뼈, 저기에는 등뼈, 저기에는 갈빗대, 저기에는 가슴뼈, 저기에는 팔뼈, 저기에는 어깨뼈, 저기에는 목뼈, 저기에는 턱뼈, 저기에는 치골, 저기에는 두개골 등이 사방에 널려있는 것을 보게 될 것이다. 그는 자신의 몸을 그에 비추어 바라본다. '이 몸도 또한 그와 같고 그와 같이 될 것이며, 그에서 벗어나지 못하리라.'고.

 — 각묵스님 옮김(2015) 《디가 니까야》 제2권 제22경 〈대념처경〉 초기불전연구원. p.509.
참고로, 주석서에 따르면, 살아 있다는 것은 바람, 온기, 식(알음알이, 마음, 식온, 6식)의 세 가지 법(현상 또는 존재, 즉 가법 또는 실법)이 몸과 화합하여 존재하는 것이고, 죽었다는 것은 이 세 가지 법이 흩어져 몸에 존재하지 않는 것이다.
1. 수동적 주의집중을 유지한 상태로, 묘지에 버려진 시체가 백골이 되어 뼈들이 흩어져서 여기에는 손뼈, 저기에는 발뼈, 또 저기에는 정강이뼈, 저기에는 넓적다리뼈, 저기에는 엉덩이뼈, 저기에는 등뼈, 저기에는 갈빗대, 저기에는 가슴뼈, 저기에는 팔뼈, 저기에는 어깨뼈, 저기에는 목뼈, 저기에는 턱뼈, 저기에는 치골, 저기에는 두개골 등이 사방에 널려있는 것을 보고 그러한 상태를 알아차린다.
2. 수동적 주의집중을 유지한 상태로, 자신의 몸을 그 시체에 비추어 바라보아 '이 몸 또한 그와 같다.'고 알아차린다. 즉, '이 몸 또한 이 시체처럼 백골이 되어 뼈들이 흩어져서 여기에는 손뼈, 저기에는 발뼈, 또 저기에는 정강이뼈, 저기에는 넓적다리뼈, 저기에는 엉덩이뼈, 저기에는 등뼈, 저기에는 갈빗대, 저기에는 가슴뼈, 저기에는 팔뼈, 저기에는 어깨뼈, 저기에는 목뼈, 저기에는 턱뼈, 저기에는 치골, 저기에는 두개골 등이 사방에 널려있게 되는 성질을 가지고 있다.'고 알아차린다.
3. 수동적 주의집중을 유지한 상태로, 자신의 몸을 그 시체에 비추어 바라보아 '이 몸 또한 그와 같이 될 것이다.'고 알아차린다. 즉, '이 몸 또한 이 시체처럼 백골이 되어 뼈들이 흩어져서 여기에는 손뼈, 저기에는 발뼈, 또 저기에는 정강이뼈, 저기에는 넓적다리뼈, 저기에는 엉덩이뼈, 저기에는 등뼈, 저기에는 갈빗대, 저기에는 가슴뼈, 저기에는 팔뼈, 저기에는 어깨뼈, 저기에는 목뼈, 저기에는 턱뼈, 저기에는 치골, 저기에는 두개골 등이 사방에 널려있게 될 것이다.'고 알아차린다.
4. 수동적 주의집중을 유지한 상태로, 자신의 몸을 그 시체에 비추어 바라보아 '이 몸 또한 그에서 벗어나지 못할 것이다.'고 알아차린다. 즉, '이 몸 또한 이 시체처럼 백골이 되어 뼈들이 흩어져서 여기에는 손뼈, 저기에는 발뼈, 또 저기에는 정강이뼈, 저기에는 넓적다리뼈, 저기에는 엉덩이뼈, 저기에는 등뼈, 저기에는 갈빗대, 저기에는 가슴뼈, 저기에는 팔뼈, 저기에는 어깨뼈, 저기에는 목뼈, 저기에는 턱뼈, 저기에는 치골, 저기에는 두개골 등이 사방에 널려있게 되는 것에서 벗어나지 못할 것이다.'고 알아차린다.

#### (2) 자신을 해골과 뼈가 흩어져 있는 모습에 비추어 바라보는 수행이 능숙해지게 함
(1)의 수행을 반복한다.

#### (3) 다른 사람을 해골과 뼈가 흩어져 있는 모습에 비추어 바라보는 수행
1. 수동적 주의집중을 유지한 상태로, 묘지에 버려진 시체가 백골이 되어 뼈들이 흩어져서 여기에는 손뼈, 저기에는 발뼈, 또 저기에는 정강이뼈, 저기에는 넓적다리뼈, 저기에는 엉덩이뼈, 저기에는 등뼈, 저기에는 갈빗대, 저기에는 가슴뼈, 저기에는 팔뼈, 저기에는 어깨뼈, 저기에는 목뼈, 저기에는 턱뼈, 저기에는 치골, 저기에는 두개골 등이 사방에 널려있는 것을 보고 그러한 상태를 알아차린다.
2. 수동적 주의집중을 유지한 상태로, 다른 사람의 몸을 그 시체에 비추어 바라보아 '이 몸 또한 그와 같다.'고 알아차린다. 즉, '이 사람의 몸 또한 이 시체처럼 백골이 되어 뼈들이 흩어져서 여기에는 손뼈, 저기에는 발뼈, 또 저기에는 정강이뼈, 저기에는 넓적다리뼈, 저기에는 엉덩이뼈, 저기에는 등뼈, 저기에는 갈빗대, 저기에는 가슴뼈, 저기에는 팔뼈, 저기에는 어깨뼈, 저기에는 목뼈, 저기에는 턱뼈, 저기에는 치골, 저기에는 두개골 등이 사방에 널려있게 되는 성질을 가지고 있다.'고 알아차린다.
3. 수동적 주의집중을 유지한 상태로, 다른 사람의 몸을 그 시체에 비추어 바라보아 '이 몸 또한 그와 같이 될 것이다.'고 알아차린다. 즉, '이 사람의 몸 또한 이 시체처럼 백골이 되어 뼈들이 흩어져서 여기에는 손뼈, 저기에는 발뼈, 또 저기에는 정강이뼈, 저기에는 넓적다리뼈, 저기에는 엉덩이뼈, 저기에는 등뼈, 저기에는 갈빗대, 저기에는 가슴뼈, 저기에는 팔뼈, 저기에는 어깨뼈, 저기에는 목뼈, 저기에는 턱뼈, 저기에는 치골, 저기에는 두개골 등이 사방에 널려있게 될 것이다.'고 알아차린다.
4. 수동적 주의집중을 유지한 상태로, 다른 사람의 몸을 그 시체에 비추어 바라보아 '이 몸 또한 그에서 벗어나지 못할 것이다.'고 알아차린다. 즉, '이 사람의 몸 또한 이 시체처럼 백골이 되어 뼈들이 흩어져서 여기에는 손뼈, 저기에는 발뼈, 또 저기에는 정강이뼈, 저기에는 넓적다리뼈, 저기에는 엉덩이뼈, 저기에는 등뼈, 저기에는 갈빗대, 저기에는 가슴뼈, 저기에는 팔뼈, 저기에는 어깨뼈, 저기에는 목뼈, 저기에는 턱뼈, 저기에는 치골, 저기에는 두개골 등이 사방에 널려있게 되는 것에서 벗어나지 못할 것이다.'고 알아차린다.

#### (4) 다른 사람을 해골과 뼈가 흩어져 있는 모습에 비추어 바라보는 수행이 능숙해지게 함
(3)의 수행을 반복한다.

#### (5) 자신과 다른 사람을 해골과 뼈가 흩어져 있는 모습에 비추어 바라보는 수행
자신과 다른 사람에 대해 (1)의 수행을 행한다. 즉, 자신과 다른 사람을 교대로 해골과 뼈가 흩어져 있는 모습에 비추어 바라보는 수행을 행한다.

#### (6) 자신과 다른 사람을 해골과 뼈가 흩어져 있는 모습에 비추어 바라보는 수행이 능숙해지게 함
(5)의 수행을 반복한다.

#### (7) 해골과 뼈가 흩어져 있는 모습에 대한 관찰을 통한 무상(생멸, 일어남과 사라짐) 관찰 수행
다음과 같이 법 즉 현상의 일어남과 사라짐(생멸), 즉, 무상을 관찰한다.
1. (1)~(6)의 수행을 행하면서, 몸에서 일어나는 현상[法]만을 관찰한다.

일어나는 현상이란 몸, 바람, 온기, 식(알음알이, 마음, 식온, 6식)의 네 가지 법을 인연(의지처)으로 하여, 즉, 이들의 화합에 의해 살아 있음이 생겨나는 것을 말한다.
2. (1)~(6)의 수행을 행하면서, 몸에서 사라지는 현상[法]만을 관찰한다.

사라지는 현상이란 몸, 바람, 온기, 식(알음알이, 마음, 식온, 6식)의 네 가지 법을 인연(의지처)으로 하여, 즉, 이들의 흩어짐에 의해 몸의 죽어 있음이 생겨나는 것을 말한다.
3. (1)~(6)의 수행을 행하면서, 몸에서 일어나기도 하고 사라지기도 하는 현상을 관찰한다.

즉, 일어나는 현상[法]과 사라지는 현상[法]을 지속적으로 교대로 관찰한다.

#### (8) 해골과 뼈가 흩어져 있는 모습에 대한 관찰을 통한 무아 관찰 수행
몸이 있을 뿐 무아임을 관찰한다.
1. (1)~(6)의 수행을 행하면서, '몸이 있구나'하고 알아차림을 잘 확립한다.

몸이 있구나라는 것은 '다만 몸이 있을 뿐이고 중생도 없고 인간도 없고 여자도 없고 남자도 없고 자아도 없고 자아에 속하는 것도 없고 나도 없고 내 것도 없고 어느 누구도 없고 누구의 것도 없다'라고 알아차리는 것을 말한다.
2. (1)~(6)의 수행을 행하면서, (몸이 있구나라고 아는) 지혜만이 있고 (몸이 있구나라고 아는) 알아차림만이 현전할 때까지 알아차림을 잘 확립한다.

이 문구는 다만 (무아임을 아는) 지혜를 위하여, 계속해서 더 넓고 더 높이 (무아임을 아는) 지혜를 키우고 (무아임을 아는) 알아차림을 크게 하기 위하여라는 뜻이다.

#### (9) 해골과 뼈가 흩어져 있는 모습에 대한 관찰 수행의 과보
해골과 뼈가 흩어져 있는 모습에 대한 관찰의 수행의 과보로 수행자는 '의지하지 않고 머물며, 세상에서 아무 것도 움켜쥐지 않는다.'  나아가 '이와 같이 몸에서 몸을 관찰하며 머물게 된다.'
의지하지 않고 머문다는 것은 갈애와 사견(삿된 견해, 즉, 특히 아집)에 의지하던 것을 벗어나 그렇지 않은 상태에 있게 된다는 뜻이다. 아무 것도 움켜쥐지 않는다는 것은 색 · 수 · 상 · 행 · 식의 5온에 대해 나라거나 내 것이라고 집착 또는 착각하지 않는다는 뜻이다. 이와 같이 몸에서 몸을 관찰하며 머물게 된다는 것은 해골과 뼈가 흩어져 있는 모습에 대한 관찰의 수행을 잘 행함으로써 죽은 시체를 표상으로 하여, 즉, 죽은 시체가 백골이 되어 뼈들이 흩어져서 여기에는 손뼈, 저기에는 발뼈, 또 저기에는 정강이뼈, 저기에는 넓적다리뼈, 저기에는 엉덩이뼈, 저기에는 등뼈, 저기에는 갈빗대, 저기에는 가슴뼈, 저기에는 팔뼈, 저기에는 어깨뼈, 저기에는 목뼈, 저기에는 턱뼈, 저기에는 치골, 저기에는 두개골 등이 사방에 널려있는 모습을 표상으로 하여 네 가지 선(4禪)이 일어난다는 것을 뜻한다.

### 12. 해골이 하얗게 바랜 모습에 대한 관찰
팔리어 경전의 〈대념처경〉과 〈염처경〉 그리고 그 주석서에 따르면 해골이 하얗게 바랜 모습에 대한 관찰의 수행법은 다음과 같다.

#### (1) 자신을 해골이 하얗게 바랜 모습에 비추어 바라보는 수행
다시 비구들이여, ⑦ 비구는 마치 묘지에 버려진 시체가 백골이 되어 뼈가 하얗게 변하여 조개껍질 색깔처럼 된 것을 보게 될 것이다 … ⑧ 백골이 되어 단지 뼈무더기가 되어 있는 것을 보게 될 것이다 … ⑨ 그 백골이 해를 넘기면서 삭아 가루가 된 것을 보게 될 것이다. 그는 자신의 몸을 그에 비추어 바라본다. '이 몸도 또한 그와 같고 그와 같이 될 것이며, 그에서 벗어나지 못하리라.'고.

 — 각묵스님 옮김(2015) 《디가 니까야》 제2권 제22경 〈대념처경〉 초기불전연구원. pp.509~510.
참고로, 주석서에 따르면, 살아 있다는 것은 바람, 온기, 식(알음알이, 마음, 식온, 6식)의 세 가지 법(현상 또는 존재, 즉 가법 또는 실법)이 몸과 화합하여 존재하는 것이고, 죽었다는 것은 이 세 가지 법이 흩어져 몸에 존재하지 않는 것이다.
1. 수동적 주의집중을 유지한 상태로, 묘지에 버려진 시체가 백골이 되어 뼈가 하얗게 변하여 조개껍질 색깔처럼 된 것을 보고 그러한 상태를 알아차린다.
2. 수동적 주의집중을 유지한 상태로, 자신의 몸을 그 시체에 비추어 바라보아 '이 몸 또한 그와 같다.'고 알아차린다. 즉, '이 몸 또한 이 시체처럼 백골이 되어 뼈가 하얗게 변하여 조개껍질 색깔처럼 되는 성질을 가지고 있다.'고 알아차린다.
3. 수동적 주의집중을 유지한 상태로, 자신의 몸을 그 시체에 비추어 바라보아 '이 몸 또한 그와 같이 될 것이다.'고 알아차린다. 즉, '이 몸 또한 이 시체처럼 백골이 되어 뼈가 하얗게 변하여 조개껍질 색깔처럼 될 것이다.'고 알아차린다.
4. 수동적 주의집중을 유지한 상태로, 자신의 몸을 그 시체에 비추어 바라보아 '이 몸 또한 그에서 벗어나지 못할 것이다.'고 알아차린다. 즉, '이 몸 또한 이 시체처럼 백골이 되어 뼈가 하얗게 변하여 조개껍질 색깔처럼 되는 것에서 벗어나지 못할 것이다.'고 알아차린다.

#### (2) 자신을 해골이 하얗게 바랜 모습에 비추어 바라보는 수행이 능숙해지게 함
(1)의 수행을 반복한다.

#### (3) 다른 사람을 해골이 하얗게 바랜 모습에 비추어 바라보는 수행
1. 수동적 주의집중을 유지한 상태로, 묘지에 버려진 시체가 백골이 되어 뼈가 하얗게 변하여 조개껍질 색깔처럼 된 것을 보고 그러한 상태를 알아차린다.
2. 수동적 주의집중을 유지한 상태로, 다른 사람의 몸을 그 시체에 비추어 바라보아 '이 몸 또한 그와 같다.'고 알아차린다. 즉, '이 사람의 몸 또한 이 시체처럼 백골이 되어 뼈가 하얗게 변하여 조개껍질 색깔처럼 되는 성질을 가지고 있다.'고 알아차린다.
3. 수동적 주의집중을 유지한 상태로, 다른 사람의 몸을 그 시체에 비추어 바라보아 '이 몸 또한 그와 같이 될 것이다.'고 알아차린다. 즉, '이 사람의 몸 또한 이 시체처럼 백골이 되어 뼈가 하얗게 변하여 조개껍질 색깔처럼 될 것이다.'고 알아차린다.
4. 수동적 주의집중을 유지한 상태로, 다른 사람의 몸을 그 시체에 비추어 바라보아 '이 몸 또한 그에서 벗어나지 못할 것이다.'고 알아차린다. 즉, '이 사람의 몸 또한 이 시체처럼 백골이 되어 뼈가 하얗게 변하여 조개껍질 색깔처럼 되는 것에서 벗어나지 못할 것이다.'고 알아차린다.

#### (4) 다른 사람을 해골이 하얗게 바랜 모습에 비추어 바라보는 수행이 능숙해지게 함
(3)의 수행을 반복한다.

#### (5) 자신과 다른 사람을 해골이 하얗게 바랜 모습에 비추어 바라보는 수행
자신과 다른 사람에 대해 (1)의 수행을 행한다. 즉, 자신과 다른 사람을 교대로 해골이 하얗게 바랜 모습에 비추어 바라보는 수행을 행한다.

#### (6) 자신과 다른 사람을 해골이 하얗게 바랜 모습에 비추어 바라보는 수행이 능숙해지게 함
(5)의 수행을 반복한다.

#### (7) 해골이 하얗게 바랜 모습에 대한 관찰을 통한 무상(생멸, 일어남과 사라짐) 관찰 수행
다음과 같이 법 즉 현상의 일어남과 사라짐(생멸), 즉, 무상을 관찰한다.
1. (1)~(6)의 수행을 행하면서, 몸에서 일어나는 현상[法]만을 관찰한다.

일어나는 현상이란 몸, 바람, 온기, 식(알음알이, 마음, 식온, 6식)의 네 가지 법을 인연(의지처)으로 하여, 즉, 이들의 화합에 의해 살아 있음이 생겨나는 것을 말한다.
2. (1)~(6)의 수행을 행하면서, 몸에서 사라지는 현상[法]만을 관찰한다.

사라지는 현상이란 몸, 바람, 온기, 식(알음알이, 마음, 식온, 6식)의 네 가지 법을 인연(의지처)으로 하여, 즉, 이들의 흩어짐에 의해 몸의 죽어 있음이 생겨나는 것을 말한다.
3. (1)~(6)의 수행을 행하면서, 몸에서 일어나기도 하고 사라지기도 하는 현상을 관찰한다.

즉, 일어나는 현상[法]과 사라지는 현상[法]을 지속적으로 교대로 관찰한다.

#### (8) 해골이 하얗게 바랜 모습에 대한 관찰을 통한 무아 관찰 수행
몸이 있을 뿐 무아임을 관찰한다.
1. (1)~(6)의 수행을 행하면서, '몸이 있구나'하고 알아차림을 잘 확립한다.

몸이 있구나라는 것은 '다만 몸이 있을 뿐이고 중생도 없고 인간도 없고 여자도 없고 남자도 없고 자아도 없고 자아에 속하는 것도 없고 나도 없고 내 것도 없고 어느 누구도 없고 누구의 것도 없다'라고 알아차리는 것을 말한다.
2. (1)~(6)의 수행을 행하면서, (몸이 있구나라고 아는) 지혜만이 있고 (몸이 있구나라고 아는) 알아차림만이 현전할 때까지 알아차림을 잘 확립한다.

이 문구는 다만 (무아임을 아는) 지혜를 위하여, 계속해서 더 넓고 더 높이 (무아임을 아는) 지혜를 키우고 (무아임을 아는) 알아차림을 크게 하기 위하여라는 뜻이다.

#### (9) 해골이 하얗게 바랜 모습에 대한 관찰 수행의 과보
해골이 하얗게 바랜 모습에 대한 관찰의 수행의 과보로 수행자는 '의지하지 않고 머물며, 세상에서 아무 것도 움켜쥐지 않는다.'  나아가 '이와 같이 몸에서 몸을 관찰하며 머물게 된다.'
의지하지 않고 머문다는 것은 갈애와 사견(삿된 견해, 즉, 특히 아집)에 의지하던 것을 벗어나 그렇지 않은 상태에 있게 된다는 뜻이다. 아무 것도 움켜쥐지 않는다는 것은 색 · 수 · 상 · 행 · 식의 5온에 대해 나라거나 내 것이라고 집착 또는 착각하지 않는다는 뜻이다. 이와 같이 몸에서 몸을 관찰하며 머물게 된다는 것은 해골이 하얗게 바랜 모습에 대한 관찰의 수행을 잘 행함으로써 죽은 시체를 표상으로 하여, 즉, 죽은 시체가 백골이 되어 뼈가 하얗게 변하여 조개껍질 색깔처럼 된 모습을 표상으로 하여 네 가지 선(4禪)이 일어난다는 것을 뜻한다.

### 13. 해골이 뼈 무더기로 변한 모습에 대한 관찰
팔리어 경전의 〈대념처경〉과 〈염처경〉 그리고 그 주석서에 따르면 해골이 뼈 무더기로 변한 모습에 대한 관찰의 수행법은 다음과 같다.

#### (1) 자신을 해골이 뼈 무더기로 변한 모습에 비추어 바라보는 수행
다시 비구들이여, ⑦ 비구는 마치 묘지에 버려진 시체가 백골이 되어 뼈가 하얗게 변하여 조개껍질 색깔처럼 된 것을 보게 될 것이다 … ⑧ 백골이 되어 단지 뼈무더기가 되어 있는 것을 보게 될 것이다 … ⑨ 그 백골이 해를 넘기면서 삭아 가루가 된 것을 보게 될 것이다. 그는 자신의 몸을 그에 비추어 바라본다. '이 몸도 또한 그와 같고 그와 같이 될 것이며, 그에서 벗어나지 못하리라.'고.

 — 각묵스님 옮김(2015) 《디가 니까야》 제2권 제22경 〈대념처경〉 초기불전연구원. pp.509~510.
참고로, 주석서에 따르면, 살아 있다는 것은 바람, 온기, 식(알음알이, 마음, 식온, 6식)의 세 가지 법(현상 또는 존재, 즉 가법 또는 실법)이 몸과 화합하여 존재하는 것이고, 죽었다는 것은 이 세 가지 법이 흩어져 몸에 존재하지 않는 것이다.
1. 수동적 주의집중을 유지한 상태로, 묘지에 버려진 시체가 백골이 되어 단지 뼈무더기가 되어 있는 것을 보고 그러한 상태를 알아차린다.
2. 수동적 주의집중을 유지한 상태로, 자신의 몸을 그 시체에 비추어 바라보아 '이 몸 또한 그와 같다.'고 알아차린다. 즉, '이 몸 또한 이 시체처럼 백골이 되어 단지 뼈무더기가 되는 성질을 가지고 있다.'고 알아차린다.
3. 수동적 주의집중을 유지한 상태로, 자신의 몸을 그 시체에 비추어 바라보아 '이 몸 또한 그와 같이 될 것이다.'고 알아차린다. 즉, '이 몸 또한 이 시체처럼 백골이 되어 단지 뼈무더기가 될 것이다.'고 알아차린다.
4. 수동적 주의집중을 유지한 상태로, 자신의 몸을 그 시체에 비추어 바라보아 '이 몸 또한 그에서 벗어나지 못할 것이다.'고 알아차린다. 즉, '이 몸 또한 이 시체처럼 백골이 되어 단지 뼈무더기가 되는 것에서 벗어나지 못할 것이다.'고 알아차린다.

#### (2) 자신을 해골이 뼈 무더기로 변한 모습에 비추어 바라보는 수행이 능숙해지게 함
(1)의 수행을 반복한다.

#### (3) 다른 사람을 해골이 뼈 무더기로 변한 모습에 비추어 바라보는 수행
1. 수동적 주의집중을 유지한 상태로, 묘지에 버려진 시체가 백골이 되어 단지 뼈무더기가 되어 있는 것을 보고 그러한 상태를 알아차린다.
2. 수동적 주의집중을 유지한 상태로, 다른 사람의 몸을 그 시체에 비추어 바라보아 '이 몸 또한 그와 같다.'고 알아차린다. 즉, '이 사람의 몸 또한 이 시체처럼 백골이 되어 단지 뼈무더기가 되는 성질을 가지고 있다.'고 알아차린다.
3. 수동적 주의집중을 유지한 상태로, 다른 사람의 몸을 그 시체에 비추어 바라보아 '이 몸 또한 그와 같이 될 것이다.'고 알아차린다. 즉, '이 사람의 몸 또한 이 시체처럼 백골이 되어 단지 뼈무더기가 될 것이다.'고 알아차린다.
4. 수동적 주의집중을 유지한 상태로, 다른 사람의 몸을 그 시체에 비추어 바라보아 '이 몸 또한 그에서 벗어나지 못할 것이다.'고 알아차린다. 즉, '이 사람의 몸 또한 이 시체처럼 백골이 되어 단지 뼈무더기가 되는 것에서 벗어나지 못할 것이다.'고 알아차린다.

#### (4) 다른 사람을 해골이 뼈 무더기로 변한 모습에 비추어 바라보는 수행이 능숙해지게 함
(3)의 수행을 반복한다.

#### (5) 자신과 다른 사람을 해골이 뼈 무더기로 변한 모습에 비추어 바라보는 수행
자신과 다른 사람에 대해 (1)의 수행을 행한다. 즉, 자신과 다른 사람을 교대로 해골이 뼈 무더기로 변한 모습에 비추어 바라보는 수행을 행한다.

#### (6) 자신과 다른 사람을 해골이 뼈 무더기로 변한 모습에 비추어 바라보는 수행이 능숙해지게 함
(5)의 수행을 반복한다.

#### (7) 해골이 뼈 무더기로 변한 모습에 대한 관찰을 통한 무상(생멸, 일어남과 사라짐) 관찰 수행
다음과 같이 법 즉 현상의 일어남과 사라짐(생멸), 즉, 무상을 관찰한다.
1. (1)~(6)의 수행을 행하면서, 몸에서 일어나는 현상[法]만을 관찰한다.

일어나는 현상이란 몸, 바람, 온기, 식(알음알이, 마음, 식온, 6식)의 네 가지 법을 인연(의지처)으로 하여, 즉, 이들의 화합에 의해 살아 있음이 생겨나는 것을 말한다.
2. (1)~(6)의 수행을 행하면서, 몸에서 사라지는 현상[法]만을 관찰한다.

사라지는 현상이란 몸, 바람, 온기, 식(알음알이, 마음, 식온, 6식)의 네 가지 법을 인연(의지처)으로 하여, 즉, 이들의 흩어짐에 의해 몸의 죽어 있음이 생겨나는 것을 말한다.
3. (1)~(6)의 수행을 행하면서, 몸에서 일어나기도 하고 사라지기도 하는 현상을 관찰한다.

즉, 일어나는 현상[法]과 사라지는 현상[法]을 지속적으로 교대로 관찰한다.

#### (8) 해골이 뼈 무더기로 변한 모습에 대한 관찰을 통한 무아 관찰 수행
몸이 있을 뿐 무아임을 관찰한다.
1. (1)~(6)의 수행을 행하면서, '몸이 있구나'하고 알아차림을 잘 확립한다.

몸이 있구나라는 것은 '다만 몸이 있을 뿐이고 중생도 없고 인간도 없고 여자도 없고 남자도 없고 자아도 없고 자아에 속하는 것도 없고 나도 없고 내 것도 없고 어느 누구도 없고 누구의 것도 없다'라고 알아차리는 것을 말한다.
2. (1)~(6)의 수행을 행하면서, (몸이 있구나라고 아는) 지혜만이 있고 (몸이 있구나라고 아는) 알아차림만이 현전할 때까지 알아차림을 잘 확립한다.

이 문구는 다만 (무아임을 아는) 지혜를 위하여, 계속해서 더 넓고 더 높이 (무아임을 아는) 지혜를 키우고 (무아임을 아는) 알아차림을 크게 하기 위하여라는 뜻이다.

#### (9) 해골이 뼈 무더기로 변한 모습에 대한 관찰 수행의 과보
해골이 뼈 무더기로 변한 모습에 대한 관찰의 수행의 과보로 수행자는 '의지하지 않고 머물며, 세상에서 아무 것도 움켜쥐지 않는다.'  나아가 '이와 같이 몸에서 몸을 관찰하며 머물게 된다.'
의지하지 않고 머문다는 것은 갈애와 사견(삿된 견해, 즉, 특히 아집)에 의지하던 것을 벗어나 그렇지 않은 상태에 있게 된다는 뜻이다. 아무 것도 움켜쥐지 않는다는 것은 색 · 수 · 상 · 행 · 식의 5온에 대해 나라거나 내 것이라고 집착 또는 착각하지 않는다는 뜻이다. 이와 같이 몸에서 몸을 관찰하며 머물게 된다는 것은 해골이 뼈 무더기로 변한 모습에 대한 관찰의 수행을 잘 행함으로써 죽은 시체를 표상으로 하여, 즉, 죽은 시체가 백골이 되어 단지 뼈무더기가 되어 있는 모습을 표상으로 하여 네 가지 선(4禪)이 일어난다는 것을 뜻한다.

### 14. 뼈가 삭아 티끌로 변한 모습에 대한 관찰
팔리어 경전의 〈대념처경〉과 〈염처경〉 그리고 그 주석서에 따르면 뼈가 삭아 티끌로 변한 모습에 대한 관찰의 수행법은 다음과 같다.

#### (1) 자신을 뼈가 삭아 티끌로 변한 모습에 비추어 바라보는 수행
다시 비구들이여, ⑦ 비구는 마치 묘지에 버려진 시체가 백골이 되어 뼈가 하얗게 변하여 조개껍질 색깔처럼 된 것을 보게 될 것이다 … ⑧ 백골이 되어 단지 뼈무더기가 되어 있는 것을 보게 될 것이다 … ⑨ 그 백골이 해를 넘기면서 삭아 가루가 된 것을 보게 될 것이다. 그는 자신의 몸을 그에 비추어 바라본다. '이 몸도 또한 그와 같고 그와 같이 될 것이며, 그에서 벗어나지 못하리라.'고.

 — 각묵스님 옮김(2015) 《디가 니까야》 제2권 제22경 〈대념처경〉 초기불전연구원. pp.509~510.
참고로, 주석서에 따르면, 살아 있다는 것은 바람, 온기, 식(알음알이, 마음, 식온, 6식)의 세 가지 법(현상 또는 존재, 즉 가법 또는 실법)이 몸과 화합하여 존재하는 것이고, 죽었다는 것은 이 세 가지 법이 흩어져 몸에 존재하지 않는 것이다.
1. 수동적 주의집중을 유지한 상태로, 묘지에 버려진 시체가 백골이 해를 넘기면서 삭아 가루가 되어 있는 것을 보고 그러한 상태를 알아차린다.
2. 수동적 주의집중을 유지한 상태로, 자신의 몸을 그 시체에 비추어 바라보아 '이 몸 또한 그와 같다.'고 알아차린다. 즉, '이 몸 또한 이 시체처럼 백골이 해를 넘기면서 삭아 가루가 되는 성질을 가지고 있다.'고 알아차린다.
3. 수동적 주의집중을 유지한 상태로, 자신의 몸을 그 시체에 비추어 바라보아 '이 몸 또한 그와 같이 될 것이다.'고 알아차린다. 즉, '이 몸 또한 이 시체처럼 백골이 해를 넘기면서 삭아 가루가 될 것이다.'고 알아차린다.
4. 수동적 주의집중을 유지한 상태로, 자신의 몸을 그 시체에 비추어 바라보아 '이 몸 또한 그에서 벗어나지 못할 것이다.'고 알아차린다. 즉, '이 몸 또한 이 시체처럼 백골이 해를 넘기면서 삭아 가루가 되는 것에서 벗어나지 못할 것이다.'고 알아차린다.

#### (2) 자신을 뼈가 삭아 티끌로 변한 모습에 비추어 바라보는 수행이 능숙해지게 함
(1)의 수행을 반복한다.

#### (3) 다른 사람을 뼈가 삭아 티끌로 변한 모습에 비추어 바라보는 수행
1. 수동적 주의집중을 유지한 상태로, 묘지에 버려진 시체가 백골이 해를 넘기면서 삭아 가루가 되어 있는 것을 보고 그러한 상태를 알아차린다.
2. 수동적 주의집중을 유지한 상태로, 다른 사람의 몸을 그 시체에 비추어 바라보아 '이 몸 또한 그와 같다.'고 알아차린다. 즉, '이 사람의 몸 또한 이 시체처럼 백골이 해를 넘기면서 삭아 가루가 되는 성질을 가지고 있다.'고 알아차린다.
3. 수동적 주의집중을 유지한 상태로, 다른 사람의 몸을 그 시체에 비추어 바라보아 '이 몸 또한 그와 같이 될 것이다.'고 알아차린다. 즉, '이 사람의 몸 또한 이 시체처럼 백골이 해를 넘기면서 삭아 가루가 될 것이다.'고 알아차린다.
4. 수동적 주의집중을 유지한 상태로, 다른 사람의 몸을 그 시체에 비추어 바라보아 '이 몸 또한 그에서 벗어나지 못할 것이다.'고 알아차린다. 즉, '이 사람의 몸 또한 이 시체처럼 백골이 해를 넘기면서 삭아 가루가 되는 것에서 벗어나지 못할 것이다.'고 알아차린다.

#### (4) 다른 사람을 뼈가 삭아 티끌로 변한 모습에 비추어 바라보는 수행이 능숙해지게 함
(3)의 수행을 반복한다.

#### (5) 자신과 다른 사람을 뼈가 삭아 티끌로 변한 모습에 비추어 바라보는 수행
자신과 다른 사람에 대해 (1)의 수행을 행한다. 즉, 자신과 다른 사람을 교대로 뼈가 삭아 티끌로 변한 모습에 비추어 바라보는 수행을 행한다.

#### (6) 자신과 다른 사람을 뼈가 삭아 티끌로 변한 모습에 비추어 바라보는 수행이 능숙해지게 함
(5)의 수행을 반복한다.

#### (7) 뼈가 삭아 티끌로 변한 모습에 대한 관찰을 통한 무상(생멸, 일어남과 사라짐) 관찰 수행
다음과 같이 법 즉 현상의 일어남과 사라짐(생멸), 즉, 무상을 관찰한다.
1. (1)~(6)의 수행을 행하면서, 몸에서 일어나는 현상[法]만을 관찰한다.

일어나는 현상이란 몸, 바람, 온기, 식(알음알이, 마음, 식온, 6식)의 네 가지 법을 인연(의지처)으로 하여, 즉, 이들의 화합에 의해 살아 있음이 생겨나는 것을 말한다.
2. (1)~(6)의 수행을 행하면서, 몸에서 사라지는 현상[法]만을 관찰한다.

사라지는 현상이란 몸, 바람, 온기, 식(알음알이, 마음, 식온, 6식)의 네 가지 법을 인연(의지처)으로 하여, 즉, 이들의 흩어짐에 의해 몸의 죽어 있음이 생겨나는 것을 말한다.
3. (1)~(6)의 수행을 행하면서, 몸에서 일어나기도 하고 사라지기도 하는 현상을 관찰한다.

즉, 일어나는 현상[法]과 사라지는 현상[法]을 지속적으로 교대로 관찰한다.

#### (8) 뼈가 삭아 티끌로 변한 모습에 대한 관찰을 통한 무아 관찰 수행
몸이 있을 뿐 무아임을 관찰한다.
1. (1)~(6)의 수행을 행하면서, '몸이 있구나'하고 알아차림을 잘 확립한다.

몸이 있구나라는 것은 '다만 몸이 있을 뿐이고 중생도 없고 인간도 없고 여자도 없고 남자도 없고 자아도 없고 자아에 속하는 것도 없고 나도 없고 내 것도 없고 어느 누구도 없고 누구의 것도 없다'라고 알아차리는 것을 말한다.
2. (1)~(6)의 수행을 행하면서, (몸이 있구나라고 아는) 지혜만이 있고 (몸이 있구나라고 아는) 알아차림만이 현전할 때까지 알아차림을 잘 확립한다.

이 문구는 다만 (무아임을 아는) 지혜를 위하여, 계속해서 더 넓고 더 높이 (무아임을 아는) 지혜를 키우고 (무아임을 아는) 알아차림을 크게 하기 위하여라는 뜻이다.

#### (9) 뼈가 삭아 티끌로 변한 모습에 대한 관찰 수행의 과보
뼈가 삭아 티끌로 변한 모습에 대한 관찰의 수행의 과보로 수행자는 '의지하지 않고 머물며, 세상에서 아무 것도 움켜쥐지 않는다.'  나아가 '이와 같이 몸에서 몸을 관찰하며 머물게 된다.'
의지하지 않고 머문다는 것은 갈애와 사견(삿된 견해, 즉, 특히 아집)에 의지하던 것을 벗어나 그렇지 않은 상태에 있게 된다는 뜻이다. 아무 것도 움켜쥐지 않는다는 것은 색 · 수 · 상 · 행 · 식의 5온에 대해 나라거나 내 것이라고 집착 또는 착각하지 않는다는 뜻이다. 이와 같이 몸에서 몸을 관찰하며 머물게 된다는 것은 뼈가 삭아 티끌로 변한 모습에 대한 관찰의 수행을 잘 행함으로써 죽은 시체를 표상으로 하여, 즉, 죽은 시체가 백골이 해를 넘기면서 삭아 가루가 되어 있는 모습을 표상으로 하여 네 가지 선(4禪)이 일어난다는 것을 뜻한다.

## 아비달마구사론의 골쇄관
《구사론》 제22권에는 신념처 수행에 해당하는 부정관으로서의 골쇄관(骨瑣觀)이 기술되어 있다. 골쇄관이라는 명칭은 《구사론》에서 사용하고 있는 명칭이다. 골쇄(骨瑣)는 해골(骸骨)을 뜻한다. 일반 사전에 따르면 해골에는 다음 두 가지 뜻이 있는데, 골쇄관에서의 골쇄 즉 해골은 두 번째의 뜻에 해당한다. 즉, 영어의 skeleton에 해당한다.
1. 살이 전부 썩은 사람의 머리뼈.
2. 송장의 살이 전부 썩고 남은 뼈.

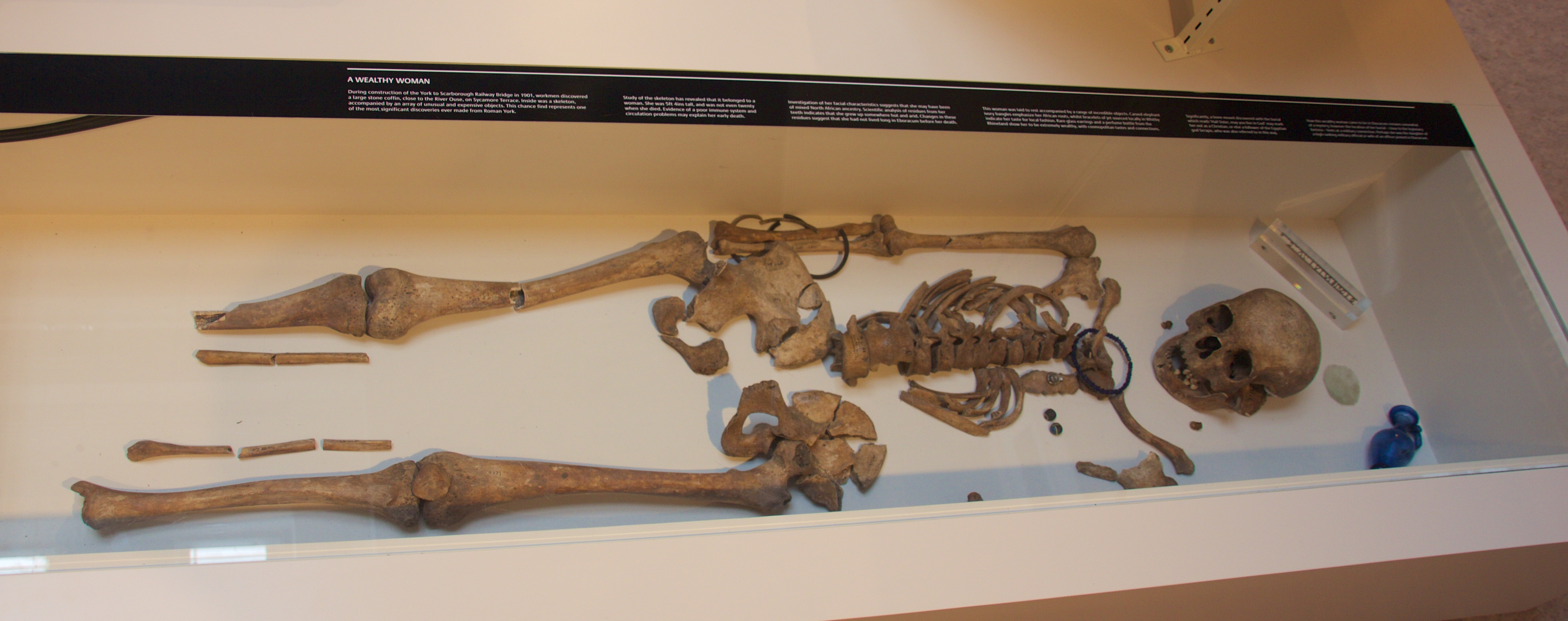
해골

《구사론》 제22권에 나오는 골쇄관의 수행법은 다음과 같다.

### 1. 초습업위(初習業位)
초습업위는 처음으로 업을 익히는 단계, 즉, 초심자(beginner) 단계를 뜻한다.

#### (1) 해골의 범위를 확장하는 수행
1. 마음을 발가락, 혹은 이마, 혹은 미간, 혹은 콧등, 혹은 자신에게 편한 곳에 머물게 한다.
2. 해당 부분의 피부와 살이 물러지고 떨어져나간다고 상상력으로 영상하여 알아차린다.
3. 해당 부분의 피부와 살이 물러지고 다 떨어져나가 뼈만 남은 것으로 영상하여 알아차린다.
4. 2와 3의 단계를 점차 온몸으로 확장하여, 피부와 살이 물러지고 다 떨어져나가 몸 전체가 뼈만 남은 것으로, 즉, 완전히 해골이 된 것으로 영상하여 알아차린다.

참고로, 이 영상이 대강의 개념으로서의 영상이 아니라 몸 전체의 뼈의 구체적인 낱낱 하나 하나를 알아차릴 수 있는 그런 생생한 영상이 되기 위해서는 사실상 남방불교의 부정관 수행의 수동적 주의집중에 의한 알아차림 중 무상(생멸, 일어남과 사라짐) 관찰 수행과 무아 관찰 수행을 제외하고는 완성된 상태여야 한다. 수동적 관찰을 통해 몸 전체가 뼈가 된 상태를 잘 기억하고 있지 못하면서 이 단계의 영상을 완성한다는 것은 있을 수 없는 일이다. 그림을 그리는 화가가 나무를 정밀하게 관찰하지 않고 나무를 생생히 재현하는 그림을 그릴 수는 없다. 달리 말해, 이 단계는 많은 시간과 노력 그리고 계획과 실행의 반복된 수련을 필요로 하는 단계이다. 전체 수행의 성패를 가름하는 결정적인 부분이다.
5. 다른 사람의 몸 하나를 추가한다. 즉, 나와 그 사람이 해골이 된 것으로 영상하여 알아차린다.
6. 범위를 방(집)으로 확장한다.
7. 범위를 마을로 확장한다.
8. 범위를 나라로 확장한다.
9. 범위를 대지 전체로 확장한다.
10. 범위를 바다까지 포함하여 확장한다.[149][150][151]

#### (2) 해골의 범위를 축소하는 수행
1. (1)의 수행에 이어서, 바다까지 포함한 범위에서 대지 전체로 축소한다.
2. 범위를 나라로 축소한다.
3. 범위를 마을로 축소한다.
4. 범위를 방(집)으로 축소한다.
5. 범위를 나 자신과 다른 사람 한 명으로 축소한다.
6. 범위를 나 자신 한 명으로 축소한다.[152][153][154]

### 2. 이숙수위(已熟修位)
이숙수위는 이미 익숙하게 닦는 단계, 즉, 중급자(intermediate) 단계를 뜻한다.
1. 1의 초습업위의 수행을 마친 상태에서, 자신의 몸에서 발뼈를 제거한 나머지 뼈를 영상하여 알아차린다.
2. 점차로 다른 뼈를 제거해 나가, 나머지 뼈를 영상하여 알아차린다.
3. 최종적으로 머리의 반쪽 뼈만 남은 상태를 영상하여 알아차린다.[155][156][157]

### 3. 초작의위(超作意位)
초작의위는 작의(作意)를 초월하는 단계, 즉, 상급자(advanced) 단계를 뜻한다.
1. 2의 이숙수위의 수행을 마친 상태에서, 남은 반쪽의 머리뼈마저 제거한다.
2. 마음을 미간에 두고 집중하여 고요히 머문다.[158][159][160]

## 아비달마구사론의 지식념
《구사론》 제22권에는 신념처 수행에 해당하는,  호흡 관찰 수행인 지식념(持息念)이 기술되어 있다. 지식념이라는 명칭은 《구사론》에서 사용하고 있는 명칭이다. 지식념은 숨[息]을 지녀[持] 들이쉬고 내쉬는 것을 알아차리는[念] 것, 즉, 들이쉬는 숨(들숨, 入息)과 내쉬는 숨(날숨, 出息)을 알아차리는 것을 뜻한다.
《구사론》 제22권에 나오는 지식념의 수행법은 다음과 같다.

### 1. 수(數, ganaṇā)의 수행
1. 수동적 주의집중을 유지한 상태로, 숨을 들이쉬고 내쉬면서 수를 세면서 알아차린다.[167][168][169]
참고로, 수를 세는 이유는 수동적 주의집중을 유지하면서도 알아차리는 것을 용이하게 하기 때문이다.[167][168][169] 실제로 수행에서 마음이 흩어지지 않게 하는데, 즉, 잡념[散亂]에 빠지지 않게 하는데 매우 큰 도움이 된다.
  1. 수동적 주의집중을 유지한 상태로, 의도적인 호흡 콘트롤 없이 그냥 자연스럽게 숨을 들이쉴 때 마음 속으로 '하나'라고 세면서 '들이쉰다'고 알아차린다.
  2. 수동적 주의집중을 유지한 상태로, 의도적인 호흡 콘트롤 없이 그냥 자연스럽게 숨을 내쉴 때 마음 속으로 '하나'라고 세면서 '내쉰다'고 알아차린다.
  3. 수동적 주의집중을 유지한 상태로, 의도적인 호흡 콘트롤 없이 그냥 자연스럽게 숨을 들이쉴 때 마음 속으로 '둘'이라고 세면서 '들이쉰다'고 알아차린다.
  4. 수동적 주의집중을 유지한 상태로, 의도적인 호흡 콘트롤 없이 그냥 자연스럽게 숨을 내쉴 때 마음 속으로 '둘'이라고 세면서 '내쉰다'고 알아차린다.
  5. 수동적 주의집중을 유지한 상태로, 의도적인 호흡 콘트롤 없이 그냥 자연스럽게 숨을 들이쉴 때 마음 속으로 '열'이라고 세면서 '들이쉰다'고 알아차린다.
  6. 수동적 주의집중을 유지한 상태로, 의도적인 호흡 콘트롤 없이 그냥 자연스럽게 숨을 내쉴 때 마음 속으로 '열'이라고 세면서 '내쉰다'고 알아차린다.
2. 중간에 착오가 생겼으면 1을 다시 실행한다. 즉, 들숨 '하나'부터 다시 센다.
착오는 다음과 같은 경우이다.[170][171][172]
  - 세 번째 숨을 내쉰 후 네 번째 숨을 들이쉴 때 '넷'이라고 세지 않고 '다섯'이라고 센 경우
  - 세 번째 숨을 내쉰 후 네 번째 숨을 들이쉴 때 '넷'이라고 세지 않고 다시 '셋'이라고 센 경우
  - 세 번째 숨을 내쉬면서 '넷'이라고 센 경우
3. 1과 2를 반복한다.

### 2. 수(隨, anugama)의 수행
1. 수동적 주의집중을 유지한 상태로, 들이쉴 때 들숨을 따라가며 어디까지 들어왔는지 알아차린다.[173][174][175]
  1. 수동적 주의집중을 유지한 상태로, 들숨이 목구멍까지 들어왔으면 '목구멍까지 들어왔다'고 알아차린다.
  2. 수동적 주의집중을 유지한 상태로, 들숨이 심장까지 들어왔으면 '심장까지 들어왔다'고 알아차린다.
  3. 수동적 주의집중을 유지한 상태로, 들숨이 배꼽까지 들어왔으면 '배꼽까지 들어왔다'고 알아차린다.
  4. 수동적 주의집중을 유지한 상태로, 들숨이 엉덩이까지 들어왔으면 '엉덩이까지 들어왔다'고 알아차린다.

참고로, 숨이란 단순히 산소 등의 공기만을 뜻하지 않는다. 단순히 공기라면 허파에 들어오는 것이 엉덩이까지 들어올 수 없다. 숨이란 요가의 용어를 빌어 말하자면 프라나 또는 프라나야마를 뜻한다.
  5. 수동적 주의집중을 유지한 상태로, 들숨이 허벅지까지 들어왔으면 '허벅지까지 들어왔다'고 알아차린다.
  6. 수동적 주의집중을 유지한 상태로, 들숨이 무릎까지 들어왔으면 '무릎까지 들어왔다'고 알아차린다.
  7. 수동적 주의집중을 유지한 상태로, 들숨이 정강이까지 들어왔으면 '정강이까지 들어왔다'고 알아차린다.
  8. 수동적 주의집중을 유지한 상태로, 들숨이 발가락까지 들어왔으면 '발가락까지 들어왔다'고 알아차린다.
2. 내쉴 때 날숨을 따라가며 어디까지 나왔는지 알아차린다.
  1. 수동적 주의집중을 유지한 상태로, 날숨이 한 뼘 길이를 나왔으면 '한 뼘 길이까지 나왔다'고 알아차린다.
  2. 수동적 주의집중을 유지한 상태로, 날숨이 두 뼘 길이를 나왔으면 '두 뼘 길이까지 나왔다'고 알아차린다.
  3. 수동적 주의집중을 유지한 상태로, 날숨이 나가는 길이의 끝까지 따라 쫓아가 그만큼 '나왔다'고 알아차린다.
3. 1과 2를 반복한다.

### 3. 지(止, sthāna)의 수행
1. 마음을 코끝, 혹은 미간, 혹은 발가락, 혹은 자신이 좋아하는 곳에 둔 상태에서, 즉, 오로지 거기에 집중한 상태에서, 마음을 편안히, 고요히 쉬게 한다.[176][177][178]
2. 수동적 주의집중을 유지한 상태로 숨을 들이쉬고 내쉬면서, 숨이 몸을 차갑게 하는지, 따뚯하게 하는지, 손해가 되는 것인지, 이익이 되는 것인지 알아차린다.
3. 1과 2를 반복한다.

### 4. 관(觀, upalakṣaṇā)의 수행
1. 수동적 주의집중을 유지한 상태로 숨을 들이쉬고 내쉬면서, 숨은 단순히 바람(풍)이 아니라 4대종(지수화풍)과 함께하는 것이라고 알아차린다.[179][180][181]
2. 수동적 주의집중을 유지한 상태로 숨을 들이쉬고 내쉬면서, 숨은 단순히 바람(풍)이 아니라 4대종으로 만들어진 소조색(所造色)이라고 알아차린다.
3. 수동적 주의집중을 유지한 상태로 숨을 들이쉬고 내쉬면서, 마음[心]과 마음작용[心所]이 숨과 서로서로 의존하여 일어나는, 연기하는 법이라고 알아차린다.
4. 수동적 주의집중을 유지한 상태로 숨을 들이쉬고 내쉬면서, 색 · 수 · 상 · 행 · 식의 5온이 숨과 서로서로 의존하여 일어나는, 연기하는 법이라고 알아차린다.
5. 1~4를 반복한다.

### 5. 수행의 과보: 전(轉, vivartanā)과 정(淨, pariśuddhi)
《구사론》 제22권에 따르면, 지식념 수행을 통해 다음과 같은 과보를 얻는다. 참고로 지식념 수행은 설일체유부의 수행계위인 3현위(三賢位) · 4선근위(四善根位) · 견도(見道) · 수도(修道) · 무학도(無學道)에서 맨처음의 3현위에 속한다.
전(轉, vivartanā)의 과보에 의해,
- 혹은, 4선근위에 속한 난위(煗位)로 나아간다.
- 혹은, 4선근위에 속한 정위(頂位)로 나아간다.
- 혹은, 4선근위에 속한 인위(忍位)로 나아간다.
- 혹은, 4선근위에 속한 세제일법위(世第一法位)로 나아간다.

정(淨, pariśuddhi)의 과보에 의해, 혹은 견도(見道)로, 혹은 수도(修道)로  들어간다.
지식념의 과보에 대한 설일체유부의 정통 견해는 위와 같으며, 다른 이들에 의하면, 지식념 수행에 의해 전(轉)의 과보에 의해 금강유정(金剛喩定)까지도, 정(淨)의 과보에 의해 진지(盡智) 등의 무학도(無學道)로도 들어간다.
한편, 부정관 즉 골쇄관에 대해서는 《구사론》에서 이와 같은 과보에 대한 언급이 없다. 다만, 골쇄관을 닦는 이유가 욕계의 탐, 특히, 음욕에 관련된 네 가지 탐인 현색탐(顯色貪) · 형색탐(形色貪) · 묘촉탐(妙觸貪) · 공봉탐(供奉貪)을 모두 한꺼번에 대치하기 위한 것이라고 진술하고 있다.